# Celliers
Celliers est une ancienne commune française du département de la Savoie. En 1972, la commune fusionne avec cinq autres communes pour former la commune de  La Léchère.

## Géographie
En basse Tarentaise, l’Isère reçoit sur la rive gauche son affluent de l’Eau Rousse descendue du col de la Madeleine. La commune de Celliers, composante de la commune La Léchère depuis la fusion intervenue en 1972, occupait le tiers médian du bassin-versant de l’Eau Rousse, entre le tiers amont appartenant à la commune de Doucy-Tarentaise et le tiers aval sur la commune de Bonneval. Comme l’ensemble des trois communes, ce territoire correspond à la retombée orientale du massif cristallin externe de la Lauzière. Le massif proprement dit  est fait de granite et de gneiss, la roche est à nu et abrite même le petit glacier « de Celliers » en face nord du Grand Pic de la Lauzière, point culminant de la commune avec ses 2829 mètres. L’installation humaine n’est possible que dans la partie inférieure, dans le revêtement sédimentaire de roches tendres du Jurassique inférieur où l’Eau Rousse a creusé son profond sillon. La dissymétrie est totale entre ses deux versants. Celui de droite est un talus très raide d’environ 300 mètres de dénivelée sans cesse menacé par le risque de glissements de terrain. Si l’on ajoute son exposition nord-nord-ouest, cet ubac est totalement impropre à toute habitation et est entièrement revêtu de forêt. Le versant de rive gauche longuement étiré sur un dénivelé qui peut atteindre le millier de mètres jusqu’à la base de la zone rocheuse du massif de la Lauzière est un véritable adret d’exposition est-sud-est. L’homme a pu installer son habitat permanent avec ses champs et prairies par défrichement et exploiter les alpages au-dessus de l’étage forestier. Se succèdent ainsi d’amont vers l’aval les hameaux de Celliers-Dessus vers 1350 mètres, de La Chapelle vers 1300 mètres et de 1200 mètres à La Thuile et au Chezalet.  La position du hameau du Crozat vers 900 mètres ne correspond pas à ce schéma. Sur la rive gauche du torrent, au plus creux du sillon (d’où son nom) il tirait avantage autrefois des possibilités d’équipements en moulins et autres artifices du ruisseau affluent de rive  gauche du Colomban qui marque la limite entre les communes de Celliers et de Bonneval.

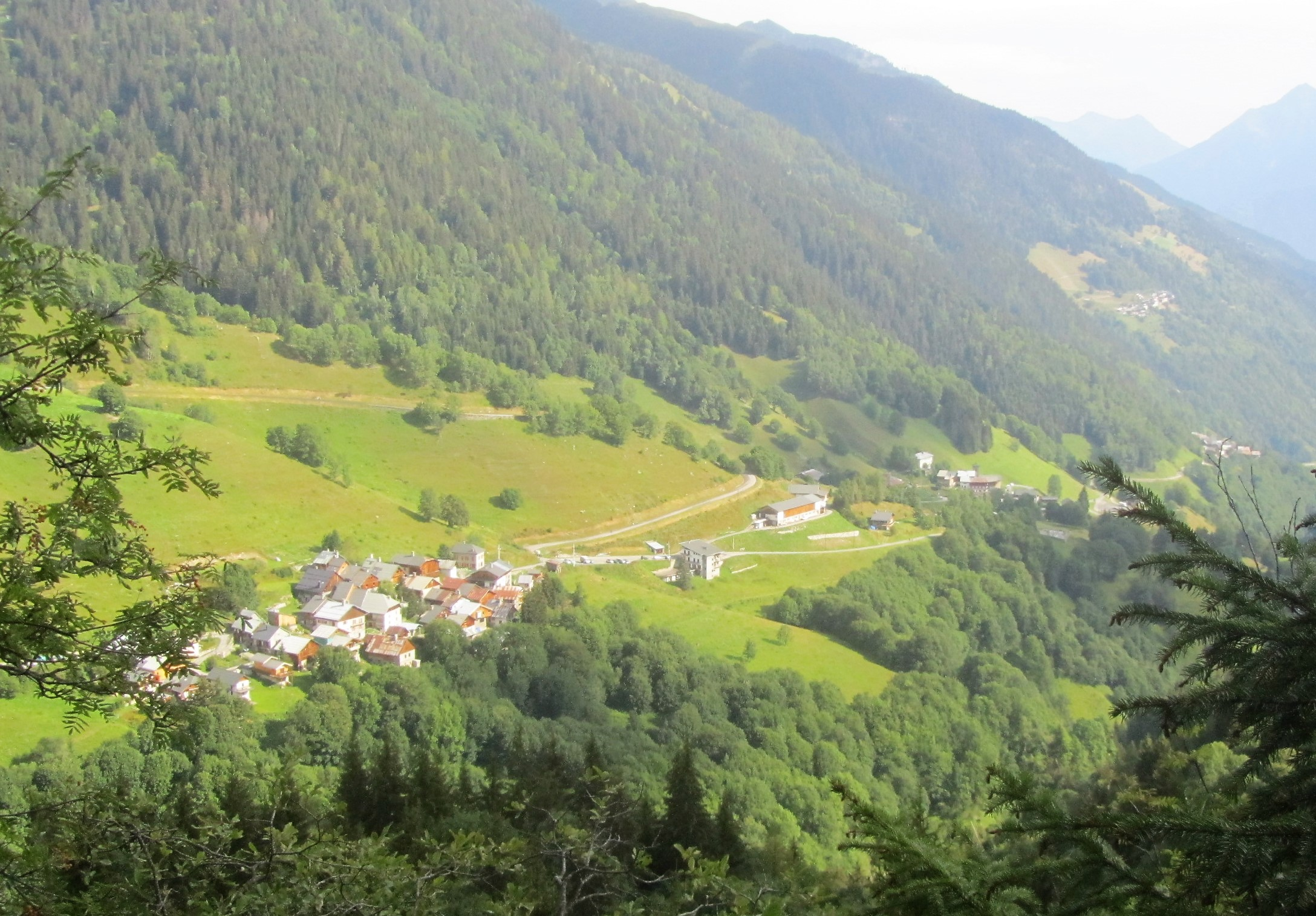
Adret de Celliers avec ses hameaux
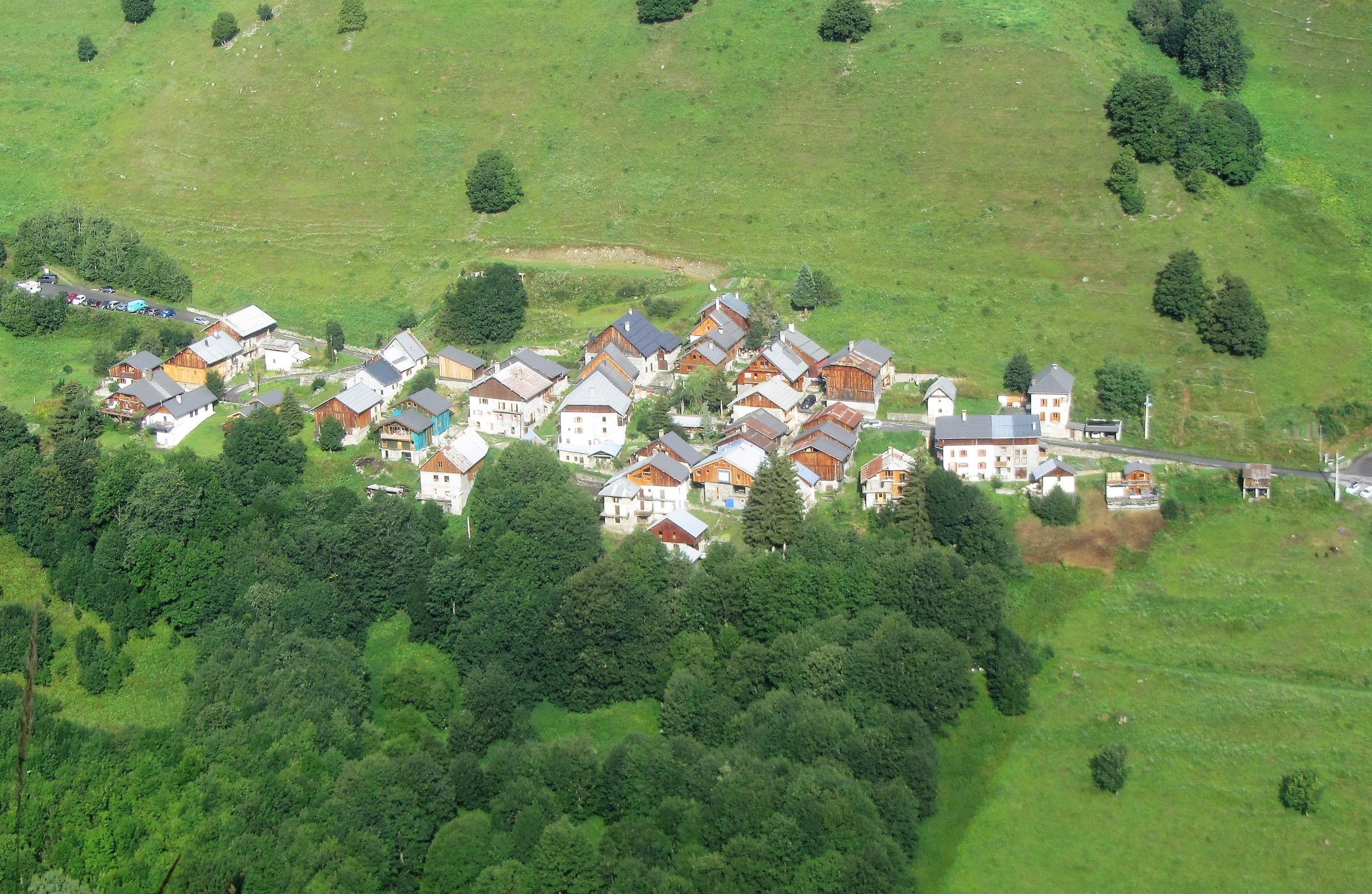
Hameau de Celliers Dessus
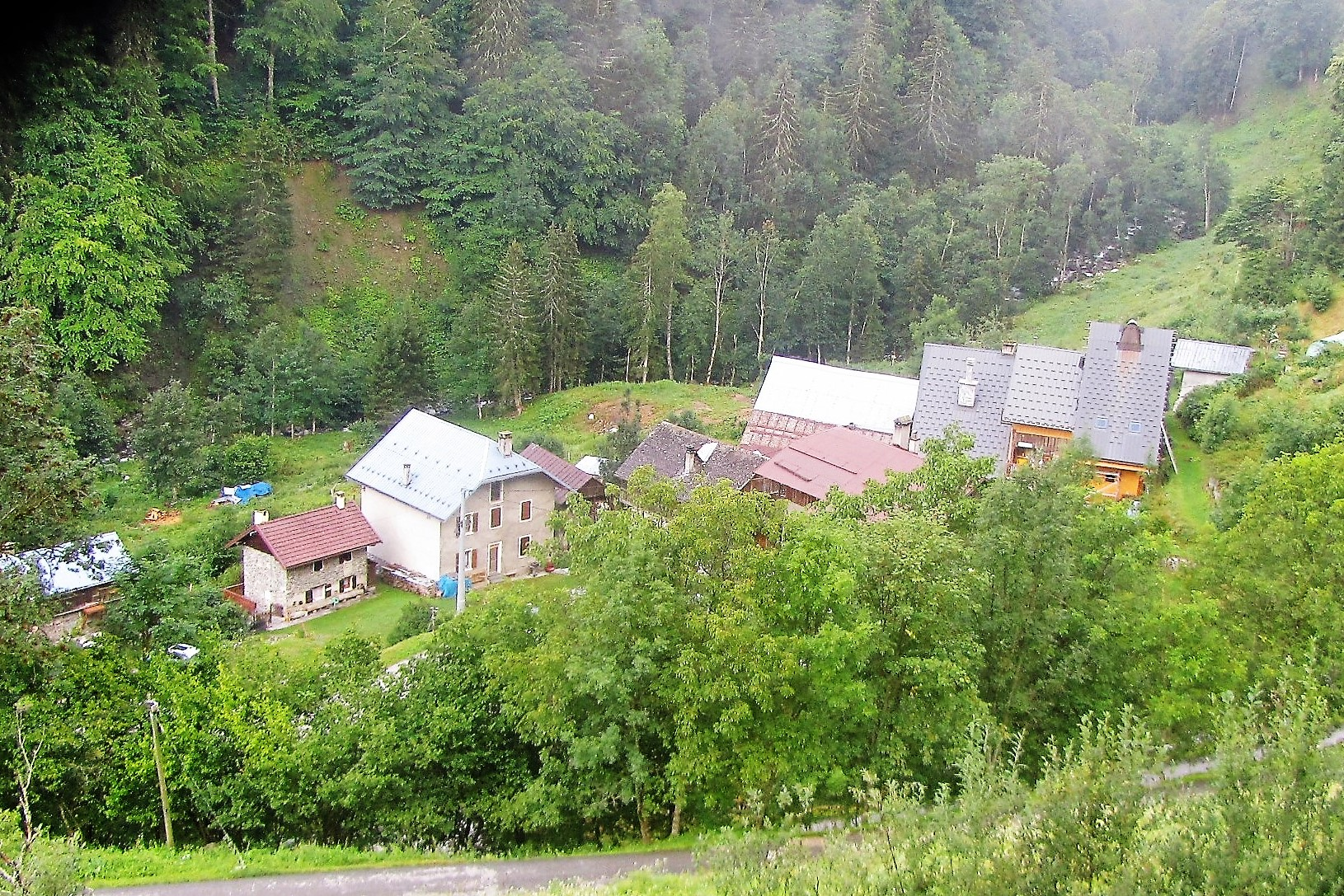
Hameau du Crozat
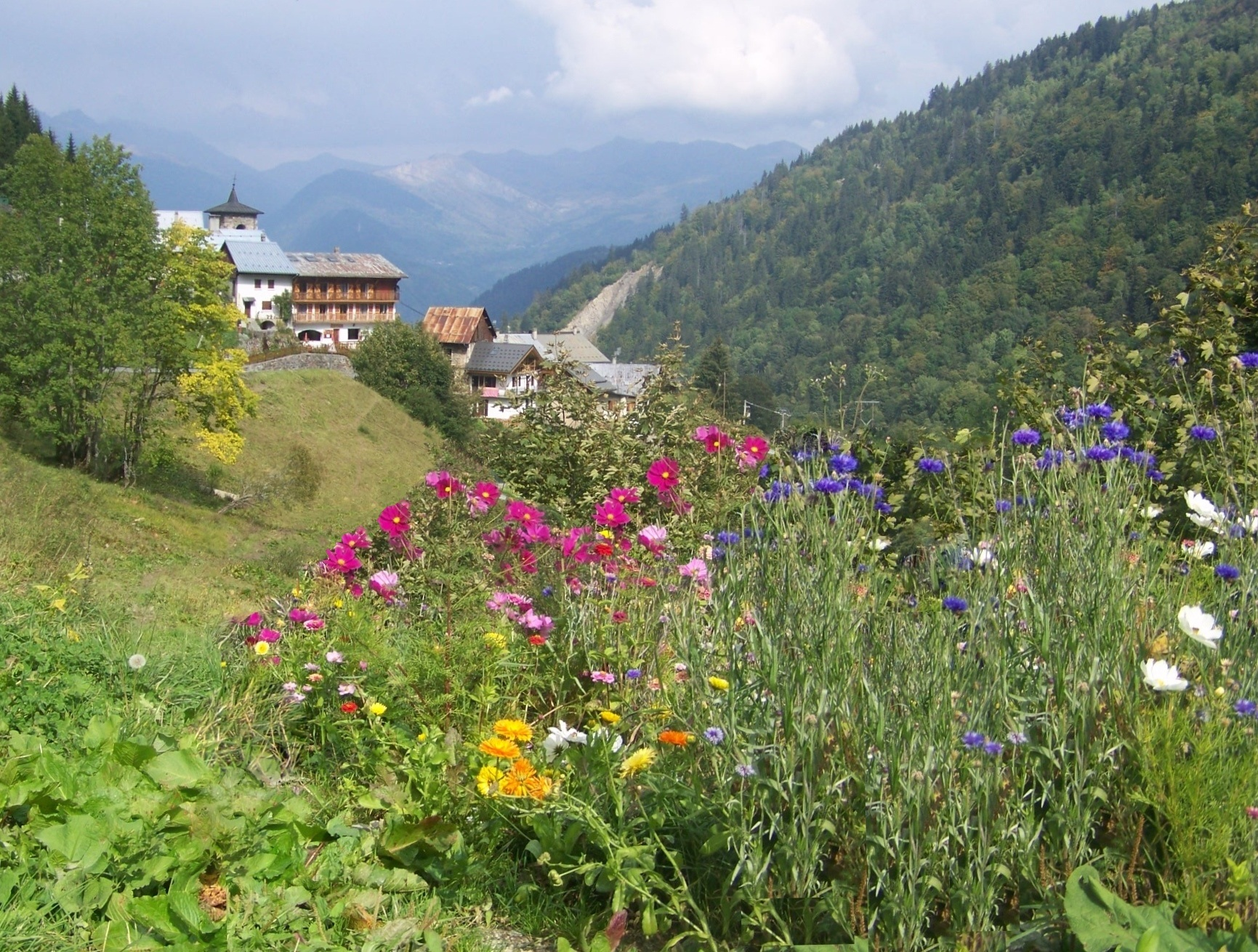
Hameau de La Chapelle

## Toponymie
Celliers tire son nom de la « cella » latine, désignant une habitation temporaire, une grange, un grenier ou encore un lieu de provisions, désignant également en Savoie la maisonnette se trouvant dans les vignes. Plus précisément, dans le cas de cette commune, le cellier était le bâtiment situé dans la zone de montagnette qui servait d'habitat saisonnier et de réserves de provisions jusqu'au retour dans le village d'habitat permanent à la fin de l'été.

## Histoire
Celliers fait partie de la commune de  La Léchère, en Tarentaise, depuis la signature par le préfet de la Savoie de l’acte de fusion-association du 30 juin 1972. Le nom de Celliers est attesté pour la première fois dans un acte de partage établi en 1170 par l’archevêque de Tarentaise Pierre II. Il faut distinguer deux temps dans une histoire bimillénaire.

### La montagnette de Saint-Oyen
À l’origine, ce territoire était dans la dépendance de la communauté villageoise de Saint-Oyen. Selon une règle constante dans les pays de montagne, le bon fonctionnement en autonomie vivrière fondée sur l’élevage supposait la maîtrise des divers étages de végétation depuis les prairies de fauche en fond de vallée jusqu’aux alpages à fréquentation estivale. En rive gauche de l’Isère, dans le bassin d’Aigueblanche en Tarentaise deux communes mitoyennes satisfaisaient à ces conditions : celles de Doucy et de Saint-Oyen. Leur territoire s’étirait de la rive du torrent du Morel près de sa confluence avec l’Isère vers 400 mètres d’altitude jusqu’à l’arête de la chaîne de la Lauzière marquant la limite entre Tarentaise et Maurienne entre 2 500 et 2 800 mètres. Mais cette maîtrise n’avait été que progressive. La toponymie autorise à penser qu’aux temps gallo-romains et au haut Moyen Âge, la partie montagneuse était encore désertée.
La poussée démographique du XIe siècle a conduit les populations à reculer les limites de l’écoumène jusqu’aux terres vaines – c’est-à-dire inexploitables selon les termes du cadastre officiel de 1730 – de la haute montagne rocheuse et glaciaire. Doucy a étendu ainsi son domaine jusqu’au col de la Madeleine. Parallèlement, les habitants de Saint-Oyen ont commencé la colonisation de la vallée de l’Eau Rousse dans son secteur médian. L’altitude modérée entre 1200 et 1400 mètres était favorable à une fréquentation saisonnière. Selon les termes de l’abbé Vibert « les habitants s’y rendaient avec leurs bestiaux, y exploitaient les pâturages et réalisaient ainsi les denrées abondantes en beurre et en fromage, tout en défrichant les endroits les plus favorables à l’agriculture. Ils en descendaient avant l’hiver après avoir garni de bonnes denrées les caves ou celliers ». Dans l’ensemble des Alpes, il s’agit là d’une fréquentation sous la forme de montagnette. L’étymologie plaide en faveur de cette interprétation : la langue française s’est à cette époque détachée du latin et les noms des hameaux figurent avec un article exprimé ou sous-entendu, ce qu’exclut le latin : La Thuile, Le Crozat, Le Chezalet, (Le ou Les) Celliers. La pression démographique se prolongeant, avec la coutume des familles nombreuses, peu à peu la population a mis fin à ces migrations saisonnières et a transformé les rustiques celliers  en maisons permanentes. En fait, ces migrations estivales se sont décalées vers le haut. Les troupeaux ont gagné en été les hautes combes de la chaîne de la Lauzière et le haut replat de l’Arpetttaz à plus de 1 800 mètres d’altitude. Ils libéraient ainsi les prairies de fauche aux alentours des hameaux dont le foin servirait à l’alimentation hivernale. Une communauté indépendante supposait sa constitution en paroisse avec un prêtre desservant.
Il n’est pas possible de déterminer la date précise de cette promotion mais l’histoire de la construction des églises successives permet une approximation. La localisation à La Chapelle de l’église actuelle, construite en 1824, apparaît logique à proximité des deux hameaux  de Celliers-Dessus et de la Thuile, les plus peuplés d’une commune qui comptait 343 habitants au recensement de 1821. Le devoir d’assistance des paroissiens à la messe dominicale ne pouvait qu’en être mieux respecté par le plus grand nombre de fidèles ! Le choix du site précis avait fait davantage difficulté. Le problème majeur était de ne pas exposer le bâtiment aux risques d’avalanche. Les Celliérains en avaient fait la douloureuse expérience. Si l’on n’a pas conservé mention de l’emplacement de la première église — peut-être au hameau de La Chapelle — détruite en 1665 par une avalanche cinq ans après sa construction, nous devons à l’abbé Vibert, ancien curé de la paroisse, un récit détaillé de la catastrophe survenue dans la nuit du 13 au 14 février 1793. Cette deuxième église avait été bâtie en 1667 au lieu-dit les Teppes, à mi-chemin entre La Chapelle et Celliers-Dessus. Le site est engageant sur ce large replat mais il est dans l’axe exact de la vaste combe du Nant Strident dans laquelle peuvent s’accumuler d’énormes réserves de neige. Après deux premières alertes, la brutalité de l’avalanche fut à proportion de la quantité des neiges accumulées pendant 9 jours et 9 nuits consécutifs. L’église fut rasée « dans son entier comme la faux du moissonneur rase l’herbe de la prairie ». Pour la troisième, le choix s’était porté sur la Tête du Plan, beau replat également au bas du hameau de La Chapelle sur lequel devait être aménagée au début du XXIe siècle la gare inférieure de la télécabine de liaison avec la station de Valmorel. Ce site n’avait pas encore été sécurisé par les travaux de protection exemplaires entrepris au-dessus du chef-lieu par la Restauration des Terrains en Montagne au début des années 1950. Sitôt les travaux engagés par corvées à l’automne 1818 après la rentrée des récoltes, sitôt le chantier détruit par une avalanche au tracé inhabituel ! L’église actuelle, serrée entre les maisons, est donc la quatrième dont l’histoire nous a été conservée. Le dos formé par le terrain sous l'alpage de l'Arpettaz était suffisamment arrondi pour inspirer confiance aux villageois car il favorisait le déversement latéral des avalanches. La seule contrainte résultait de la raideur de la pente. Le bâtiment est ainsi axé plein ouest et présente sa façade au soleil levant ! Cette dérogation à la règle de l’orientation a trouvé facilement son excuse auprès de l’évêque de Tarentaise !
Au centre du hameau avait été érigée une chapelle : le nom lui en est resté même après sa promotion comme siège d’une église. Cette chapelle était dédiée à sainte Brigitte et à saint Joseph. C’est sur son emplacement que l’abbé Muraz, curé de la paroisse, a entrepris la construction de la nouvelle église consacrée en 1824. C’est d’ailleurs là que le culte avait été célébré entre 1793 et 1821 comme solution provisoire. Dans le respect de la tradition, la patronne de la paroisse ne pouvait être que la vierge Marie invoquée sous le vocable de Notre-Dame, plus précisément Notre-Dame-de-l'Assomption célébrée chaque année le 15 août. Ce choix se référait au souvenir des temps lointains où la fréquentation des alpages battait son plein à cette date. Les foules venues d’une large partie de la Tarentaise se joignaient à la population locale car Celliers comptait à cette époque au nombre des pèlerinages du diocèse. La montée en altitude avait une valeur symbolique par association avec l’assomption au ciel de la mère du Christ. Le même culte était pratiqué dans des sites élevés à Peisey-Nancroix au sanctuaire de Notre-Dame des Vernettes et devait se développer avec beaucoup plus de faste après la création de Notre-Dame de la Vie à Saint-Martin-de-Belleville. C’est alors qu’on avait cessé de fréquenter le pèlerinage de Celliers.

### La Révolution à Celliers

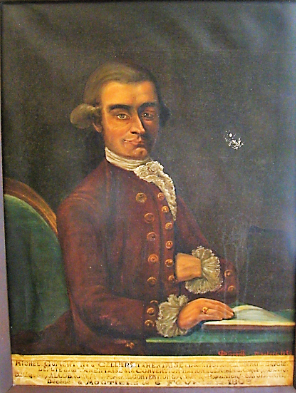
Portrait du conventionnel Michel Guméry.

La période révolutionnaire a profondément marqué les esprits. Un enfant du pays s’y est particulièrement illustré. Michel Guméry était né en 1751 à Celliers-Dessus dans une famille de modestes paysans. Il avait été engagé dans la voie des études, conclues par un diplôme de l’Université de Turin (Piémont) et s’était établi comme avocat au barreau de Chambéry. Ce franc-maçon adepte des Lumières entame en octobre 1792 une double carrière d’homme politique, locale et nationale, lorsque les troupes françaises occupent le territoire de la Savoie. Élu maire de Moûtiers, il fait partie de la délégation qui porte à Paris les vœux d’annexion de la Savoie. Dans la logique de cet engagement, il est élu comme député du Mont-Blanc à la Convention en février 1793 puis sera recruté parmi les membres du Conseil des Cinq-Cents sous le Directoire. Ses prises de position modérées lui auraient valu sous la Terreur une altercation avec Robespierre et une mise à l’écart en septembre 1797 sur le soupçon de sympathies royalistes. Mais il gardera jusqu’au bout la confiance des Savoyards qui l’éliront au Conseil général du département en 1800, un an avant son décès à Moûtiers. Pendant toute cette période, la population est restée très attachée à ses valeurs religieuses. Lorsque son curé l’abbé Plassiardet s’est refusé à signer la Constitution civile du Clergé et est devenu de ce fait réfractaire, il a échappé à l’arrestation grâce à la complicité de familles celliéraines et à son exil en Piémont. Il devait retrouver ses paroissiens sous le Consulat jusqu’à son décès en 1804,.

### La vie en autarcie
409 habitants étaient recensés dans la commune de Celliers en 1836, date du maximum démographique. On peut s’interroger sur les moyens de survie d’une telle population. La première condition était d’en assurer l’autonomie alimentaire. La solution adoptée était celles de l’ensemble des communautés de montagne. Les migrations saisonnières aux origines médiévales avaient survécu mais sous une autre forme. À partir de juin, le cheptel montait à l’alpage dans les combes de la chaîne de la Lauzière et sur le replat de l’Arpettaz à 1800 mètres d’altitude. Les terres libérées au voisinage des hameaux d’habitat permanent pouvaient être pour partie occupées par les prés de fauche dont les foins seraient engrangés pour nourrir le bétail en hiver. Les produits quotidiens de l’élevage, lait, beurre, fromage et les viandes étaient une des deux bases de l’alimentation. Chaque famille élevait un ou deux porcs abattus à la veille de l’hiver : leur viande conservée salée et fumée, les saucisses dans des topines et le jambon formaient l’ordinaire des menus, les abattages de gros bétail étant plus irréguliers. L’autre base, végétale, exigeait des labours répétés chaque année. Elle consistait en céréales, principalement le seigle. La pomme de terre était soustraite à cette altitude aux ravages du doryphore. Parmi les légumes cultivés dans les jardins autour des maisons, les petits pois étaient particulièrement réputés ; ils étaient surtout consommés secs, en raison de leur facile conservation.
La surcharge humaine était particulièrement ressentie en hiver : il fallait tenir, assurer la soudure jusqu’aux prochaines récoltes. La migration des hommes vers les plaines se dirigeait pour l’essentiel vers l’agglomération parisienne. Elle présentait de précieux avantages. D’abord en fournissant un travail à la main-d’œuvre masculine inemployée à la morte saison alors que les tâches quotidiennes au village se limitaient   à de banals travaux d’entretien. Les absents seraient autant de bouches en moins à nourrir sur les réserves.  Grâce aux revenus salariaux, le numéraire économisé pourrait permettre avant le retour quelques achats somptuaires ou le règlement éventuel de quelque imposition. L’annexion de la Savoie à la France en 1860 n’a pu que faciliter les formalités administratives. On pouvait compter vingt jours par marches forcées pour joindre la capitale. Les petits Celliérains n’ont jamais été employés comme ramoneurs, à l’inverse d’enfants d’autres vallées proches comme celle des Villards en Maurienne. Un grand nombre d’adultes trouvaient de l’embauche à Bercy, dans le quartier des vins, pour des travaux de futailles.  Mais ils étaient nombreux dans les communes de la banlieue par exemple à  Argenteuil, Nanterre, Clichy, Châtillon-sous-Bagneux, occupés à des tâches de menuisiers, forgerons, charrons à moins qu’ils ne s’installent à leur compte comme cafetiers, épiciers, charcutiers ou chauffeurs de taxi à partir de la Belle Epoque.

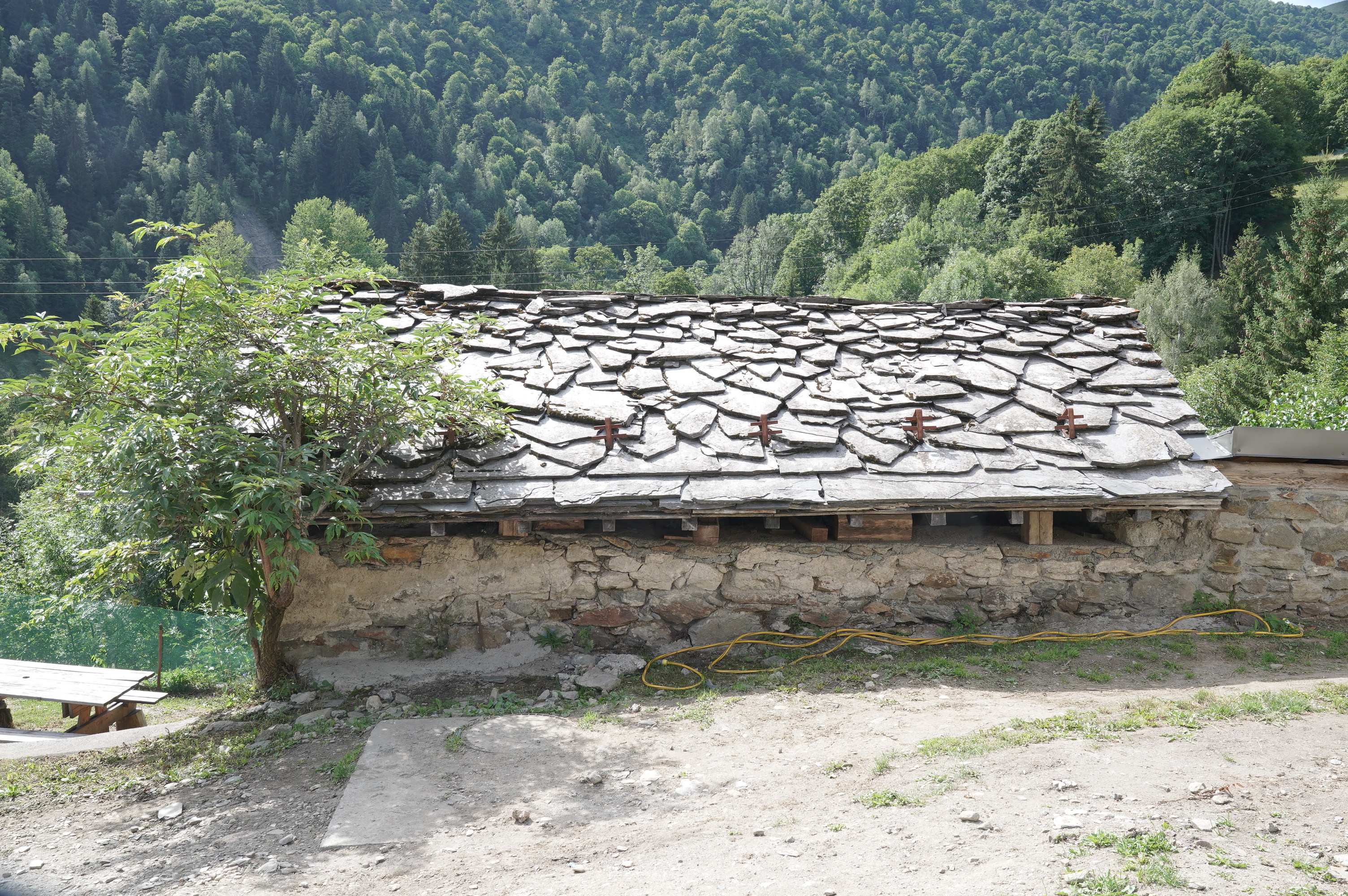
Four banal au hameau de La Chapelle

La réponse naturelle face à une nature aussi hostile était dans la solidarité. Celle-ci s’exerçait le plus évidemment dans l’organisation des tâches quotidiennes à commencer par la fabrication du pain. Chaque hameau possédait son four qui était allumé toutes les trois semaines en été, tous les mois en hiver. Le service fonctionnait selon un tour de rôle à charge pour chacun des desservants de fournir la quantité de bois nécessaire à la cuisson. Chaque matin à la belle saison le chevrier rassemblait les chèvres à son de corne en un unique troupeau jusqu’aux maigres pâturages dont elles savent se contenter. Le soir venu il les reconduisait dans leurs étables respectives. Le tour de rôle était ici hebdomadaire. L’abattage du cochon était une autre occasion de se retrouver entre voisins dans ces tristes soirées où l’automne le dispute à l’hiver et se terminait par de joyeuses ripailles à base de cochonnailles, évidemment, l’importance de l’événement étant parfois rehaussé par la présence de l’instituteur.
La religion était le ciment le plus fort entre les membres de la communauté. L’attachement des fidèles aux pratiques pieuses, à commencer par la messe dominicale, a été illustré par une anecdote que s’est plu à rapporter l’abbé Vibert dans les dernières pages de son récit de l’avalanche de février 1793. La paroisse n’avait pas été reconstituée depuis, faute d’église, et la détresse des fidèles était telle que « les Celliérens » (sic) redevinrent malheureux presque comme au temps de la Terreur ». Claude Guméry n’avait d’autre titre que celui d’enfant de chœur occasionnel ou celui de sonneur de cloches pour tenter une ultime démarche auprès de monseigneur de Mérinville, archevêque de Chambéry. Reçu par son Excellence, son cri du cœur : « Si vous ne nous en donnez pas un [de prêtre] que voulez-vous que nous fassions de notre jeunesse ? » convainc le prélat. En réponse à tant de détresse, il nomme l’abbé Soffray curé de Celliers. Deux paroissiens iront le chercher à Hauteluce où il exerçait le rôle de vicaire. Il ne restait plus qu’à reconstruire église et presbytère !
La ferveur des fidèles redoublait le 15 août pour la fête de l’Assomption avec les meilleures chances d’un temps ensoleillé. Après l’office, célébré avec le maximum de solennité, elle était l’occasion de faire le lien entre les valeurs religieuses et les valeurs familiales, avec parfois la  présence des Parisiens revenus au pays pour la circonstance. Au menu d’un repas plantureux figuraient les spécialités les plus appréciées : le jambon dit de Celliers (les excellentes conditions de son affinage et de sa conservation lui avaient valu les honneurs du Larousse gastronomique), la landzoula, nom local du jésus (le pta-teu - fourre-tout - de grosseur triple avec encore plus de saveur) ; le farçon, enfin, cette purée de pomme de terre au lait et aux œufs au goût relevé par le safran et les raisins de Corinthe.

### Enfin le désenclavement

#### Les premiers effets bénéfiques
En 1929, le curé Sollier déplore l’absence d’une route carrossable pour atteindre les hameaux de la commune de Celliers. Celle-ci a alors son terminus au Crozat vers 1000 mètres d’altitude. « À partir du Crozat, méchant sentier muletier, très rapide, longeant à certains endroits de terribles précipices au fond desquels coule le torrent impétueux…Du Crozat jusqu’à Celliers-Dessus, dernier village, une heure de chemin. Il faut bien se gonfler les poumons, faire provision d’un courage pas ordinaire au moment du départ. Ça ressemble quelque peu à la sortie de la tranchée lors d’une attaque. On a la chair de poule d’entreprendre une grimpée pareille ». Il faudra attendre août  1938 pour que Celliers-Dessus, le dernier hameau soit desservi par la route mais non encore revêtue et souvent obstruée par les avalanches. Son déblaiement avait lieu à la pelle, faute de chasse-neige.
Le trafic sur cet unique lien avec la vallée de l’Isère dépendait d’un usage généralisé de la voiture : il y faudra une génération. Il a d’abord, en effet, été réduit à néant pendant la Seconde Guerre mondiale mais sans grand dommage pour la population. Celle-ci a alors joui d’un double privilège. D’une part, cette moyenne vallée de l’Eau Rousse ne présentait aucun intérêt stratégique à l’inverse des gorges qui, à l’aval, barraient la vallée de l’Isère entre Feissons-sur-Isère et Notre-Dame-de-Briançon. Le bilan du violent affrontement les 10 et 11 août 1944 entre la Résistance et l’ennemi en retraite vers l’Italie par le col du Petit-Saint-Bernard s ’y est traduit par de nombreux morts et l’incendie des villages. A Celliers, une seule victime n’a été déplorée pendant tout le conflit alors que 15 noms figurent sur le monument aux morts de la guerre de 1914-18. D’autre part, l’autonomie alimentaire obtenue au prix d’un dur labeur a retrouvé tout son sens et les familles ont d’autant mieux échappé aux restrictions dont ont souffert les populations ouvrières des fonds de vallée qu’elles avaient plus de facilité à échapper aux réquisitions forcées. Au total, la montagne a pleinement rempli ici le rôle de refuge qui a été historiquement le sien dans les divers pays.

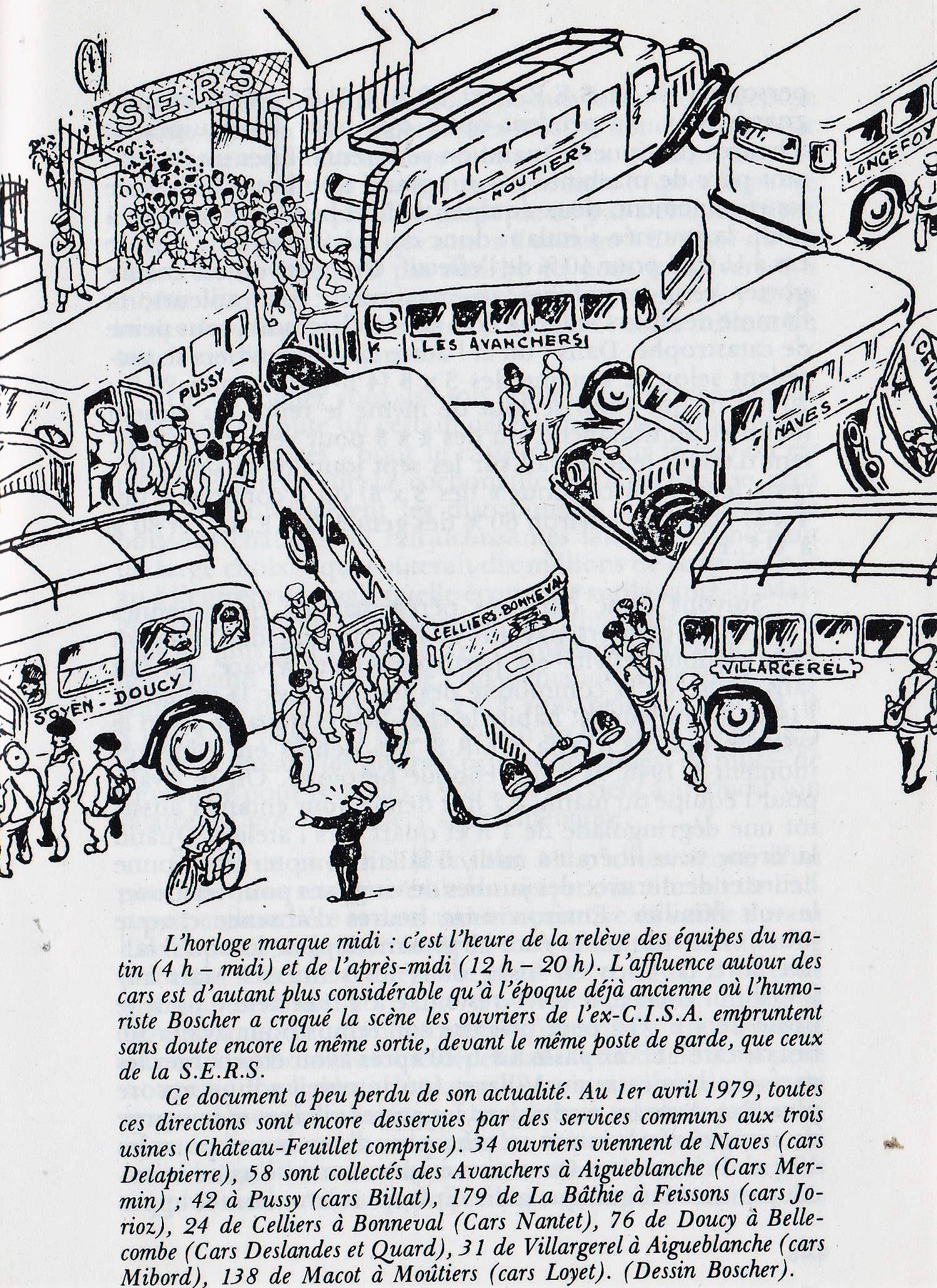
Services d'autocars pour les ouvriers-paysans à ND de Briançon

Dans la paix revenue, la possession d’un véhicule automobile a d’abord été le privilège des professionnels bien avant que les ménages soient équipés de voitures particulières. Cette situation a favorisé la survie du mode de vie traditionnel. Les commerçants sont montés avec leurs fourgonnettes - les plus nombreux d’Aigueblanche et Notre-Dame-de-Briançon - pour assurer un ravitaillement régulier de la population. De la même manière, les spécialistes des diverses branches d’activité montaient de la vallée périodiquement, voire à la demande, fonctionnant en une sorte de service  public comme les médecins et les vétérinaires. Les passages du matelassier, du rétameur, du rémouleur avaient aussi quelque chose de rituel. En sens inverse les maquignons se chargeaient avec leurs bétaillères des animaux destinés à la vente sur des marchés plus ou moins lointains. Lorsque les usines d'électrochimie et d'électrométallurgie en pleine croissance ont embauché est apparue la génération des ouvriers-paysans dont la vie était rythmée selon le système des trois huit. Les premiers, à partir en 1948 ont eu recours à des solutions de fortune jusqu’à ce que soit établi un service régulier d’autocar au début des années 1960. Les habitants purent l’utiliser pour leurs besoins personnels en se pliant à ce rythme tri-journalier mais des services spécifiques étaient organisés à la demande ou pour permettre la fréquentation du marché hebdomadaire à Moûtiers. Ce courrier régulier cessa à la fin des années 1980 avec la disparition des derniers ouvriers-paysans.
Dans une France des Trente Glorieuses aux centres urbains en pleine croissance mais au prix de l’exode rural, on peut considérer l’évolution démographique de Celliers comme banale : on compte encore en 1962 131 habitants contre 168 en 1946. Jusqu’à cette date, le désenclavement a plutôt profité à la commune.

#### L’exode généralisé
Le chiffre de 60 habitants au recensement de 1968 traduit un véritablement effondrement démographique qui laisse présager une désertification complète de la commune à brève échéance. L’économie rurale traditionnelle est atteinte dans ses fondements. Si l’abandon des cultures vivrières est dans la logique d’un système concurrentiel qui favorise l’agriculture des pays plats, on aurait attendu une meilleure résistance de l’élevage. En fait, c’est toute la montagne savoyarde qui cherche sa voie dans cette période et elle ne commencera à la trouver qu’à partir du moment où elle aura fait le choix d’une production de qualité : de ce point de vue, la décision essentielle a été prise avec la création en 1967 de l’appellation d’origine contrôlée pour le fromage de beaufort. Encore faudra-t-il que la législation mettre au point un système de compensation des handicaps du milieu montagnard. Ce sera le rôle des lois votées en 1972 sur l’initiative du ministre Jacques Duhamel en 1972. Mais à ce contexte national s’ajoute une situation locale difficile. Le foncier est morcelé à l’extrême en fonction des partages à chaque génération. On compte 2 700 parcelles réparties entre 160 propriétaires. La solution du remembrement marquerait de ce point de vue un énorme progrès mais les mentalités conservatrices s’y opposent. Le maire Alexandre Arnaud en a fait l’amère expérience et a choisi le parti de l’exil en 1957 pour tenter de repartir sur des bases saines à Pont-de-Beauvoisin.
De son côté, la nouvelle génération d’ouvriers-paysans ne se satisfait plus des conditions de vie très éprouvantes auxquelles avaient été soumis celle de leurs pères et a choisi de se fixer dans le fond de vallée où se sont multipliés les lotissements. Elle ne se sépare pas du patrimoine dont elle a hérité mais elle dispose d’une voiture particulière et sa maison en altitude deviendra sa résidence secondaire. Les déplacements deviendront de plus en plus faciles car la route a profité des améliorations apportées par le département de la Savoie qui a mené à son terme la construction de la route du col de la Madeleine en 1968. Tous ces départs sont le fait de jeunes ménages et ne restent à Celliers que les personnes âgées. Le maintien d’un réseau d’écoles ne se justifie plus et les fermetures se succèdent en quelques années :  celle de la Thuile en 1964, celle de Celliers-Dessus en 1965 et celle de la Chapelle en novembre 1970. Un service de ramassage a été mis en place pour les quelques élèves restants en direction de l’école de Bonneval-l’Eglise.
Du fait de la dépopulation s’est alors posé le problème de la survie de la commune bien en peine de faire face aux dépenses de fonctionnement les plus élémentaires comme la rémunération des heures de secrétariat de mairie. Un hasard providentiel a voulu que soit votée en 1971 une loi incitant à la fusion de communes ; que Joseph Fontanet, député de l’arrondissement et président du Conseil général de la Savoie, fervent zélateur de cette loi, soit membre du gouvernement ; que son suppléant Georges Peizerat soit le maire de la commune de Grand-Cœur en fond de vallée. Cette conjonction de facteurs favorables explique que le bassin d’Aigueblanche ait été une des rares contrées de France où cette loi a reçu un début d’application. C’est ainsi que depuis 1972 la commune de Celliers fait partie par fusion-association de la commune de  La Léchère, riche des patentes versées par les grosses usines d’électrochimie et d’électrométallurgie.

#### Quelles chances de renouveau?

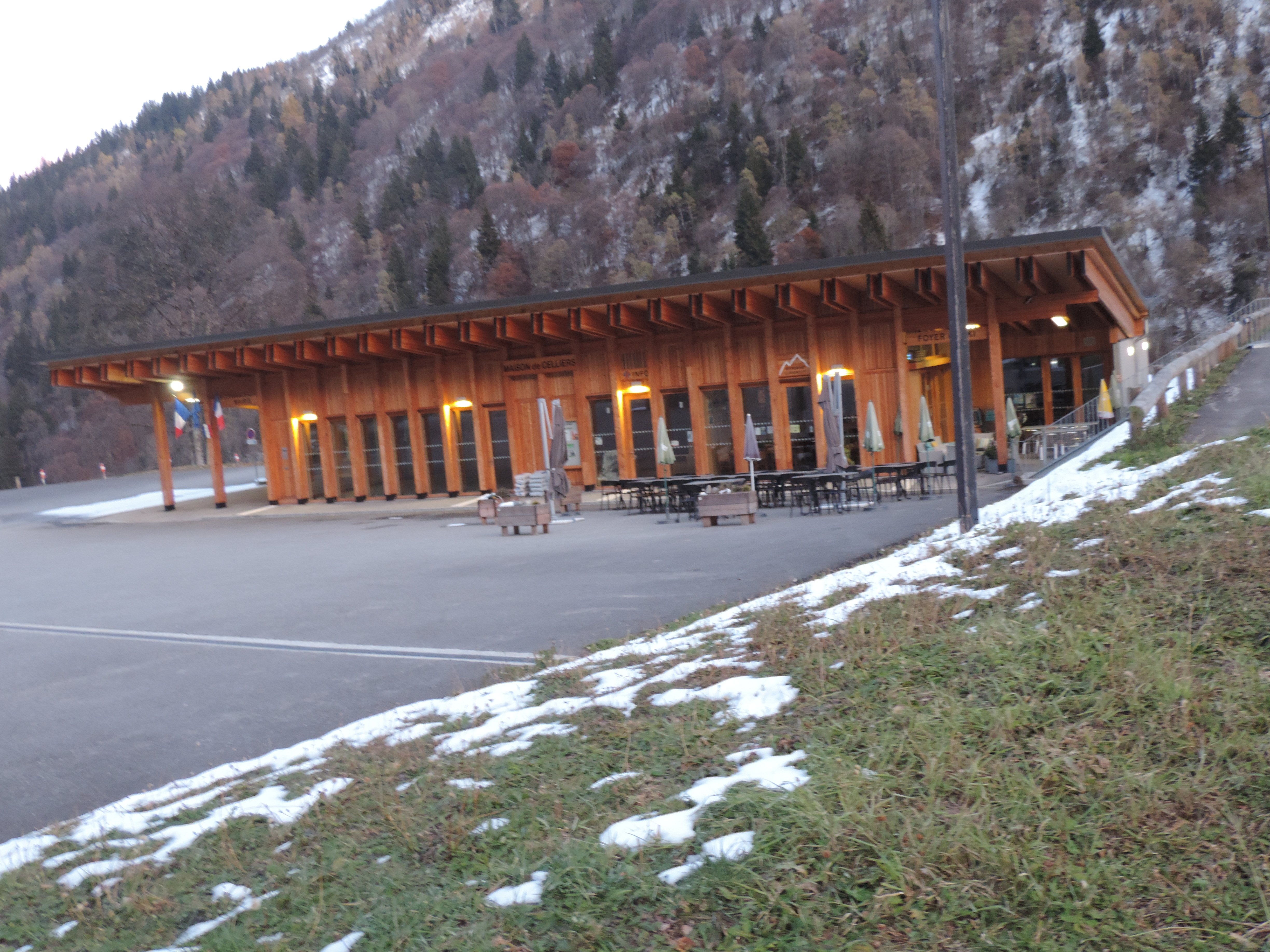
La maison de Celliers : mairie, salle polyvalente, point d'accueil, bar-restaurant

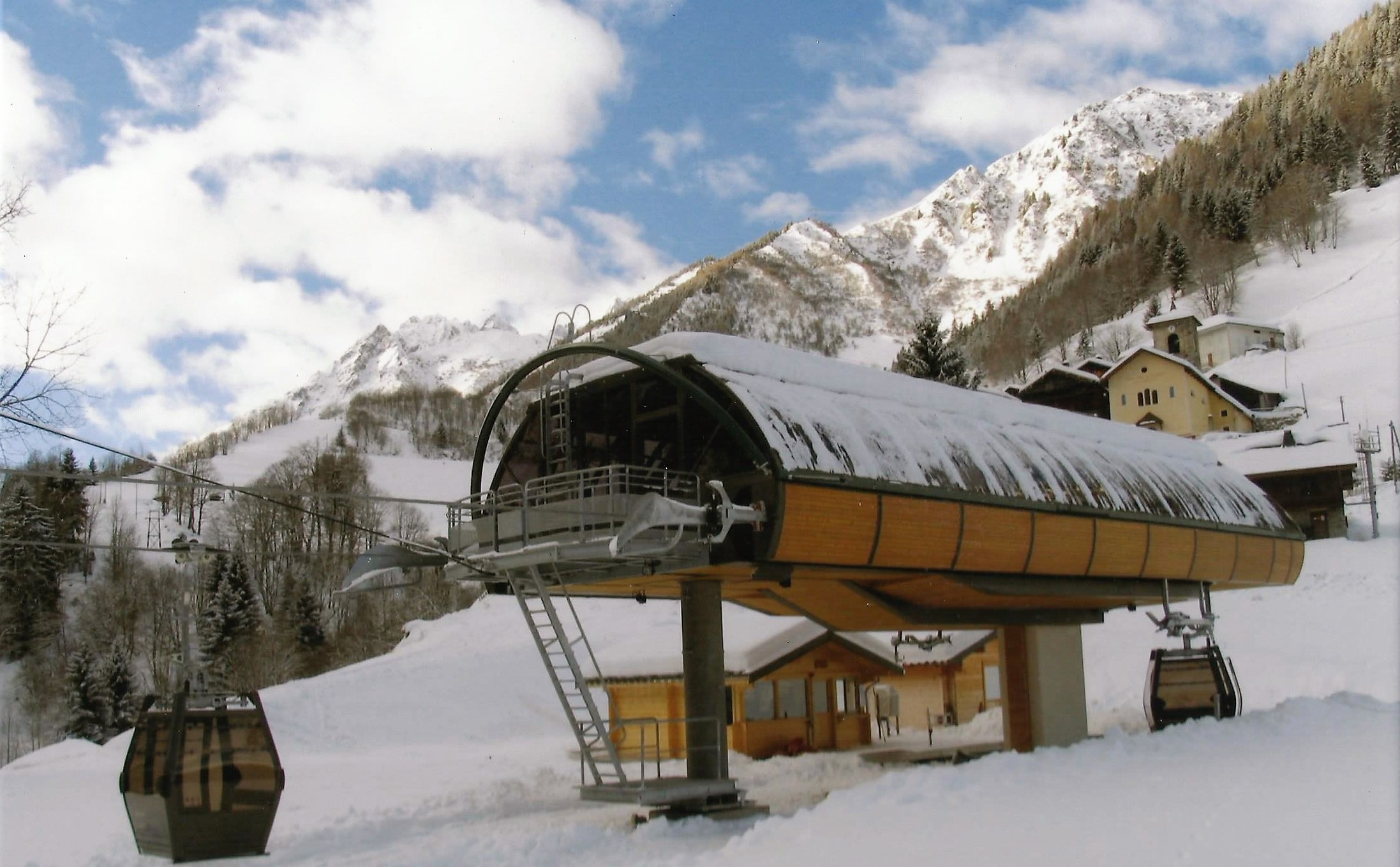
Celliers Télécabine en liaison avec Valmorel

60 habitants en 1960, 39 en 2016 : la désertification de la commune se poursuit. Les décisions positives n’ont pourtant pas manqué. Les voix des 3 conseillers qui la représentent dans un conseil municipal de 55 membres pèsent peu dans les décisions mais  il est dans l’intérêt de la commune de La Léchère de  veiller à la valorisation du patrimoine à commencer par l’église mais aussi les bâtiments des anciennes écoles. Celle de Celliers-Dessus dont elle est restée propriétaire a été entièrement rénovée et est louée à l’association Gîte de la Lauzière. Les acquéreurs des deux autres ont fourni des preuves de leur sérieux : celle de La Chapelle s’apprête à accueillir des touristes après rénovation et agrandissement. La construction de la télécabine de liaison avec la station de Valmorel inaugurée en 2009 a été un très gros investissement et le montage de l’opération a supposé réunis de nombreux concours techniques et financiers. La clientèle la plus sportive peut s’adonner au ski de randonnée. Elle est assurée d’être accueillie toute l’année dans des conditions de confort depuis l’ouverture en 2002 du refuge du Logis des fées, au cœur du massif de la Lauzière à 1 840 mètres d’altitude.
Il a fallu attendre le début du XXIe siècle pour que prenne fin le blocage qui rendait difficile le maintien de l’activité pastorale. On a vu que les propriétaires d’un foncier morcelé à l’extrême avaient longtemps été   réticents au changement, refusant même le remembrement dans les années 1950. Cette même résistance avait empêché la constitution d’une AFP (Association Foncière Pastorale) et entraîné la démission du maire Georges Duménil en 1984. La loi du 4 janvier 1972 permet, en effet,  à la majorité de s’imposer à une minorité réticente en vue d’une gestion en commun du territoire. L'opération lancée en février 2004 portait sur 1 080 ha soit la totalité du domaine agropastoral. C'est là une grande originalité car généralement seuls sont mis en commun les alpages fréquentés à la saison d'été par les troupeaux et non les prés de fauche autour de l'habitat permanent. L'affaire a été menée rondement dans le courant de l'année 2005. Lors de l'assemblée générale, le vote favorable a été acquis avec un pourcentage de 71 % (il est vrai que la propriété communale pesait à elle seule du poids de ses 940 ha). L'arrêté préfectoral de fondation fut signé le 16 juin. Une gestion rationnelle est devenue dès lors possible. L'AFP reçoit en outre des aides pour l'aménagement de places de traite, la réhabilitation des chalets. Le terrain est partagé aujourd'hui dans sa totalité entre six locataires dont un transhumant de Gap. Si les combes aux maigres pelouses en indentation dans la chaîne de la Lauzière sont livrées aux génisses (une centaine), aux ovins et aux chèvres (environ 1 500), la haute croupe de l'Arpettaz accueille un troupeau constitué en groupement pastoral de 50 vaches dont le lait est livré à la coopérative de Moûtiers pour la fabrication du beaufort.

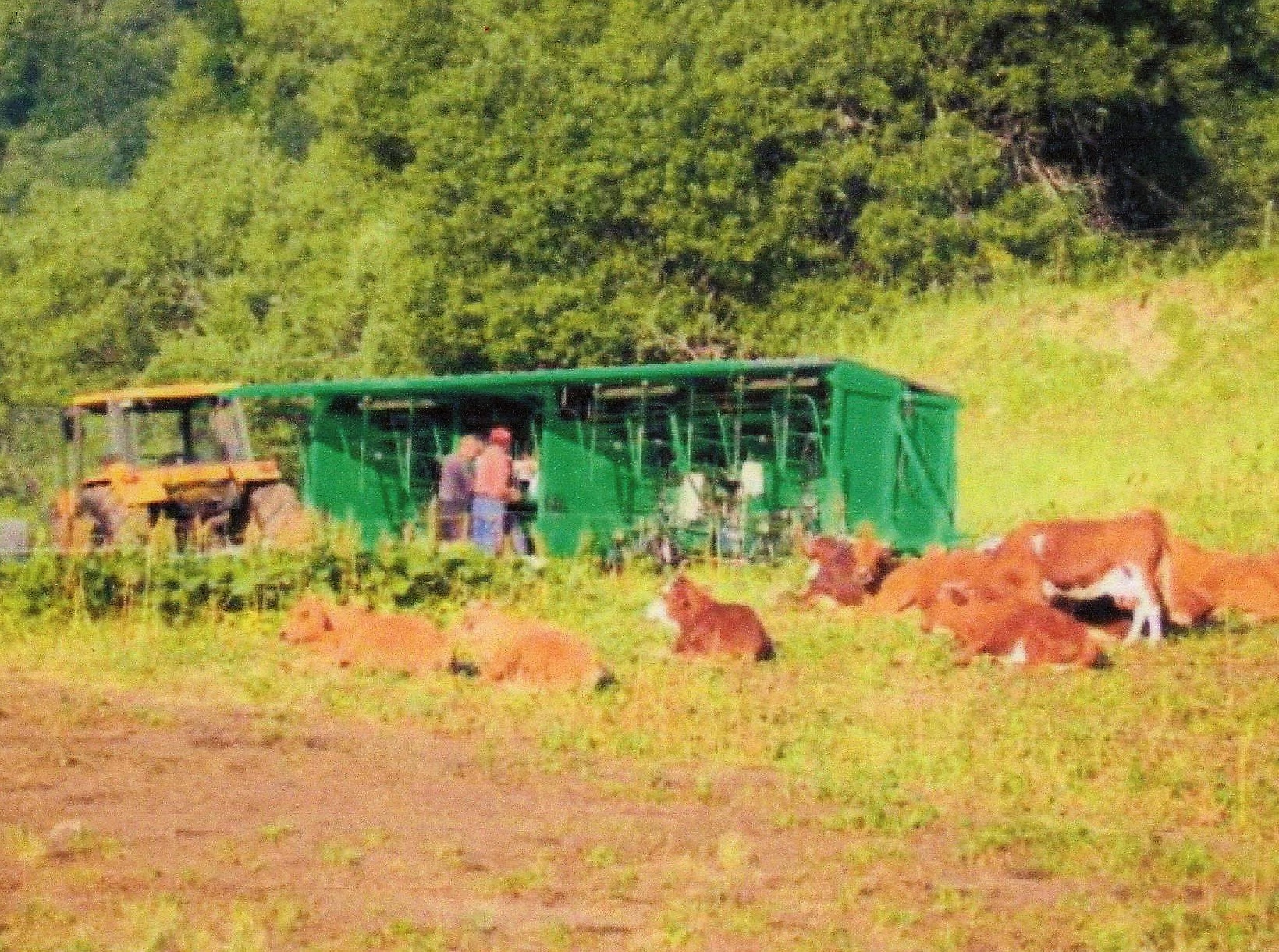
Station de traite des vaches à Celliers-Dessus
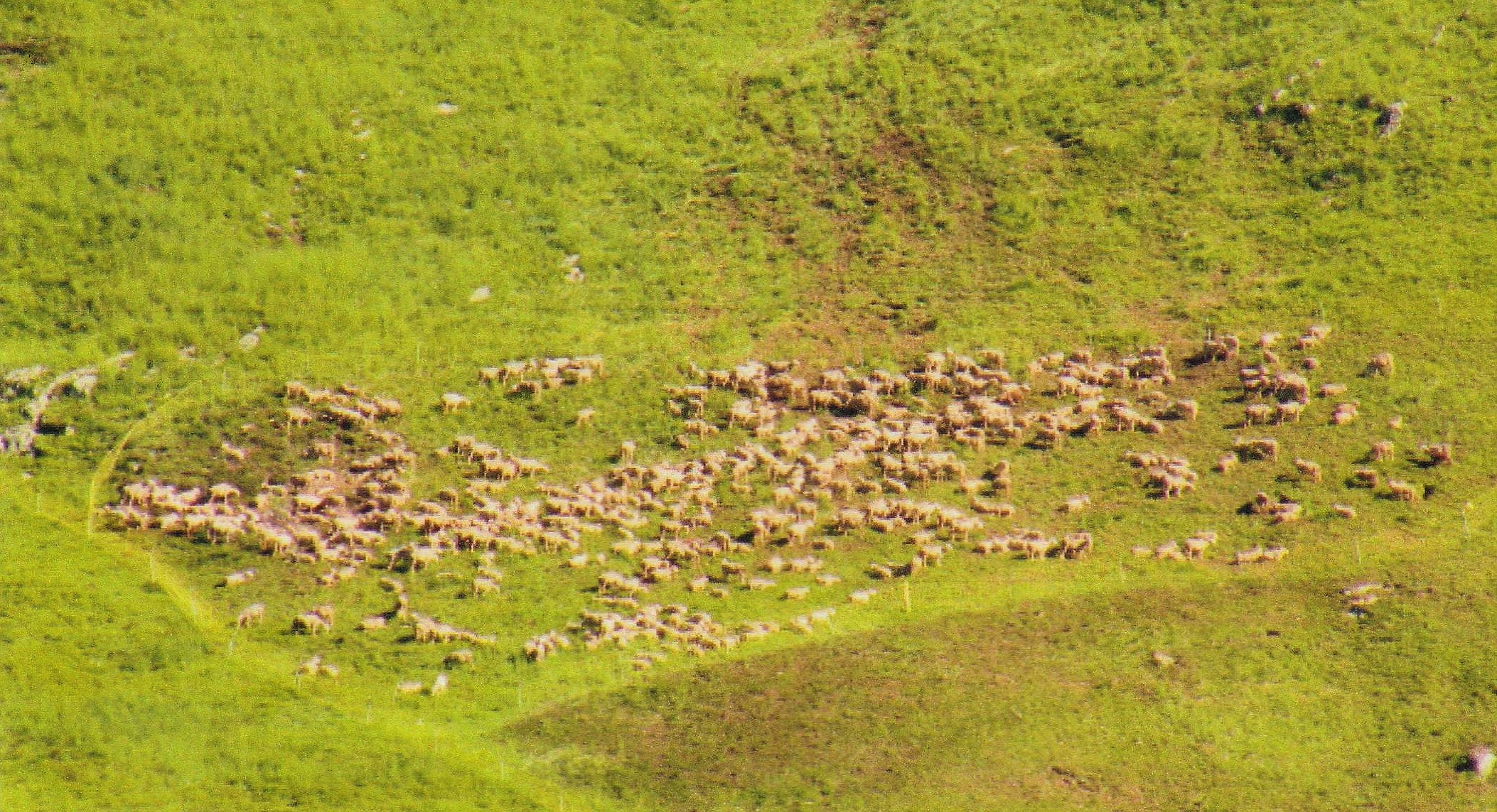
Moutons à l'alpage de Celliers
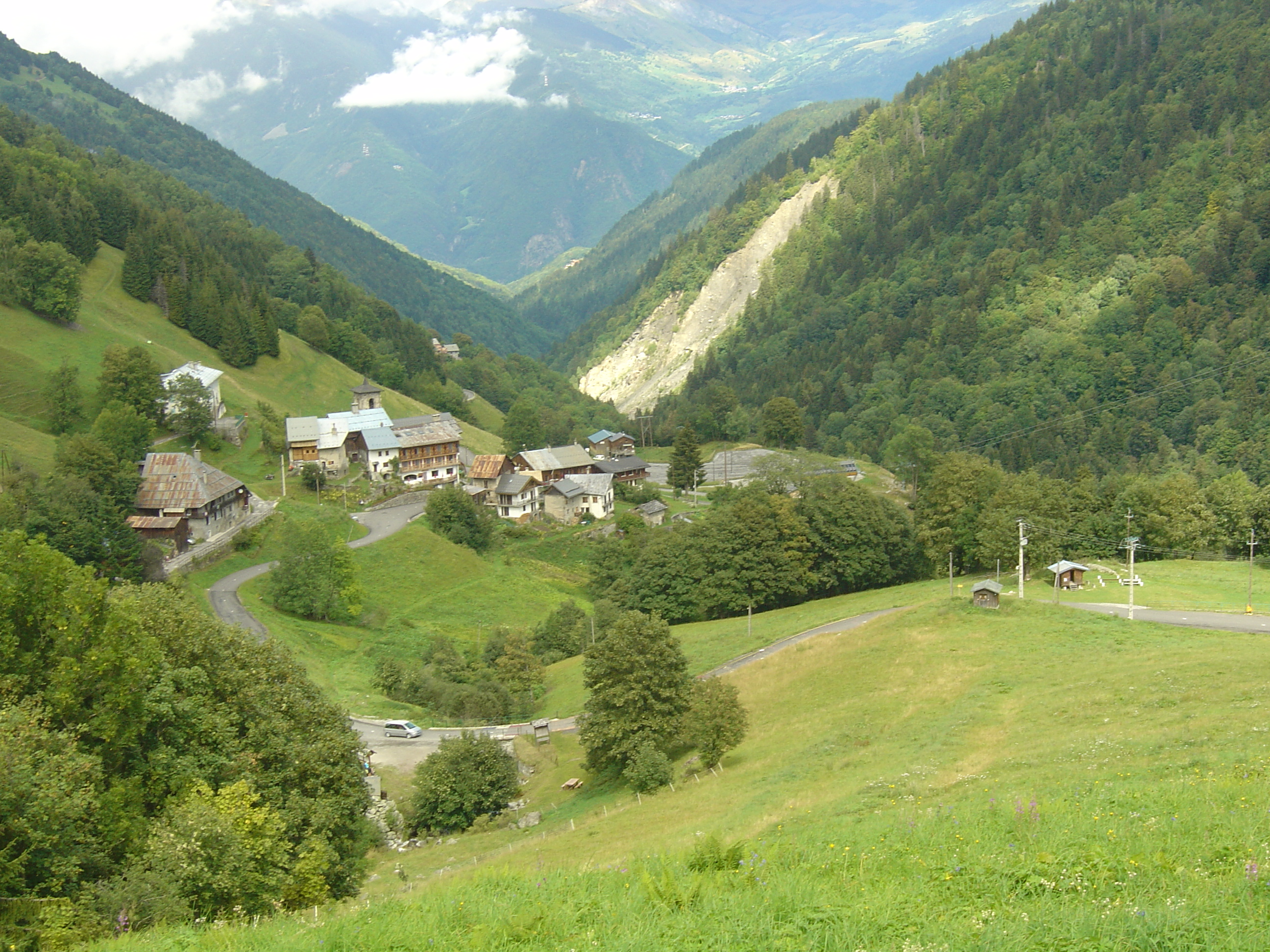
prairie de fauche au hameau de La Chapelle

En conclusion, la plupart des activités exercées sur le territoire de Celliers ne requiert pas la présence d’une population permanente, même en ce qui concerne la vie pastorale : les alpagistes peuvent très bien n’être que des locataires des propriétaires regroupés dans l’AFP et avoir leurs bases arrière à l’extérieur. Cette observation est valable à l’évidence en ce qui concerne la fréquentation touristique, par essence saisonnière. Les résidents secondaires les plus fidèles qui animent la fête patronale du 15 août sont pour la plupart d’anciens Celliérains désireux de remonter aux sources de leur histoire familiale. La désertification n’est pas synonyme d’arrêt de mort.

## Politique et administration

### Liste des maires
| Période                                  | Période      | Identité              | Étiquette | Qualité |
| ---------------------------------------- | ------------ | --------------------- | --------- | ------- |
| Les données manquantes sont à compléter. |              |                       |           |         |
|                                          |              |                       |           |         |
| mai 1908                                 | mai 1912     | Jean-Marie Nantet     |           |         |
| mai 1912                                 | octobre 1913 | Louis-Eugène Arnaud   |           |         |
| octobre 1913                             | mai 1925     | André-François Nantet |           |         |
| mai 1925                                 | juin 1931    | Jean-Marie Nantet     |           |         |
| juin 1931                                | mai 1935     | Jean Bertrand         |           |         |
| mai 1935                                 | août 1943    | Alexandre Léger       |           |         |
| octobre 1944                             | avril 1945   | Auguste Nantet        |           |         |
| avril 1945                               | octobre 1957 | Alexandre Arnaud      |           |         |
| octobre 1957                             | 1974         | Albert Léger          |           |         |

### Maires délégués dans la commune de La Léchère
| Période                                  | Période | Identité        | Étiquette | Qualité |
| ---------------------------------------- | ------- | --------------- | --------- | ------- |
| Les données manquantes sont à compléter. |         |                 |           |         |
| mars 1974                                | 1983    | Albert Léger    |           |         |
| 1983                                     | 1984    | Georges Dumenil |           |         |
| 1984                                     | 1995    | Joël Diernaz    |           |         |
| 1995                                     | 2020    | Paul Guillard   |           |         |

## Population et société

### Démographie
L'évolution du nombre d'habitants est connue à travers les recensements de la population effectués dans la commune depuis 1793. Pour les communes de moins de 10 000 habitants, une enquête de recensement portant sur toute la population est réalisée tous les cinq ans, les populations de référence des années intermédiaires étant quant à elles estimées par interpolation ou extrapolation. Pour la commune, le premier recensement exhaustif entrant dans le cadre du nouveau dispositif a été réalisé en 2007.
En 2016, la commune comptait 39 habitants.
| 1793 | 1800 | 1806 | 1821 | 1836 | 1846 | 1856 | 1861 | 1866 |
| ---- | ---- | ---- | ---- | ---- | ---- | ---- | ---- | ---- |
| 370  | 359  | 369  | 343  | 409  | 377  | 333  | 350  | 361  |

| 1872 | 1876 | 1881 | 1886 | 1891 | 1896 | 1901 | 1906 | 1911 |
| ---- | ---- | ---- | ---- | ---- | ---- | ---- | ---- | ---- |
| 332  | 326  | 315  | 328  | 282  | 262  | 247  | 228  | 241  |

| 1921 | 1926 | 1931 | 1936 | 1946 | 1954 | 1962 | 1968 | 2016 |
| ---- | ---- | ---- | ---- | ---- | ---- | ---- | ---- | ---- |
| 228  | 227  | 203  | 182  | 168  | 149  | 131  | 60   | 39   |

## Culture locale et patrimoine

### Lieux et monuments

#### L'église

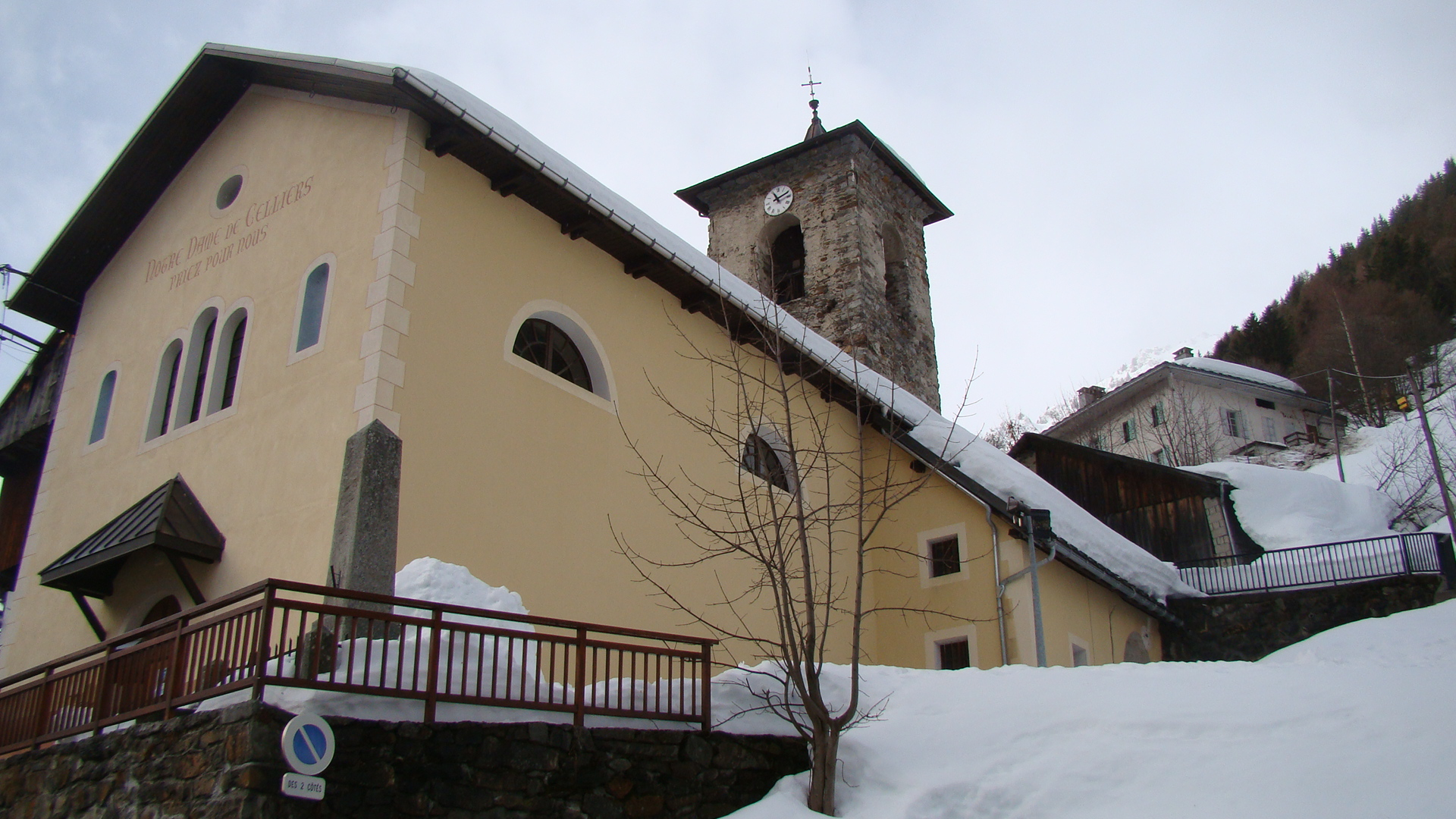
Eglise Notre-Dame de Celliers

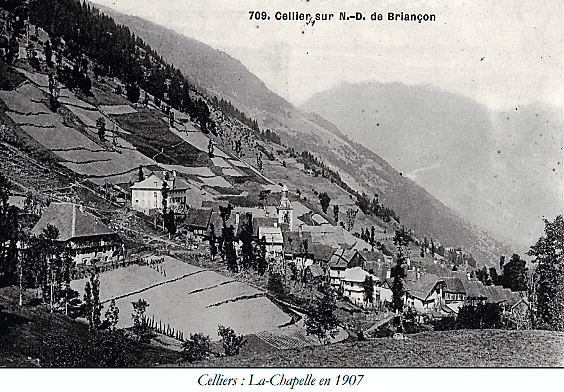
Hameau de la Chapelle (clocher à bulbe)

L’architecture de l'église Notre-Dame de Celliers ou Notre-Dame de l'Assomption construite en 1824 est d’une grande sobriété en relation avec le plan intérieur à nef unique voûtée d’arête, rythmée par quatre pilastres latéraux dont le décor en faux marbre est peint en trompe-l'œil. Une tribune prend jour sur la façade par trois longues et étroites baies verticales sur le même alignement. Extérieurement cette façade porte l'inscription : « Notre-Dame de Celliers priez pour nous ». Le toit à deux pans a été restauré récemment en bacs acier nervurés et prélaqués. Le clocher primitif était à bulbe selon une mode qui s’était propagée largement en Haute-Savoie au cours du XVIIIe siècle depuis les Alpes centrales mais dont il existe peu d’exemples en Tarentaise en dehors de Conflans. Mais même cette note d’originalité a disparu car, depuis l’incendie qui a ravagé l’église comme l’ensemble du village en 1919, la flèche a été remplacée par une simple charpente à quatre pans.
Le mobilier intérieur a dû être entièrement reconstitué après la catastrophe de 1793. Dans l’abside, le retable néogothique au-dessus de l’autel avec son tabernacle doré comporte dans son panneau central une toile de l’Assomption de la Vierge imitée de Nicolas Poussin ; les statues de bois de part et d’autre sont celles de saint Pierre à gauche, et de saint Maurice à droite. Le culte de ce saint était particulièrement cher à la Maison de Savoie car c’est dans l’actuelle Saint-Maurice, en Valais, que ce chef de la légion thébaine aurait été martyrisé avec nombre de ses légionnaires pour n’avoir pas voulu renier la foi chrétienne. Sur le côté droit de la nef, l’autel du rosaire est dans le pur style baroque. Les colonnes torses aux pampres de vigne encadrent le tableau de la Sainte famille. Saint Joseph se tient en retrait de la vierge Marie tenant dans ses bras le Christ et saint Jean-Baptiste nouveau-nés ; quinze médaillons latéraux déroulent la série des mystères du rosaire. Les statues en plâtre de saint Antoine de Padoue à gauche et du Sacré cœur à droite encadrent l’ensemble.

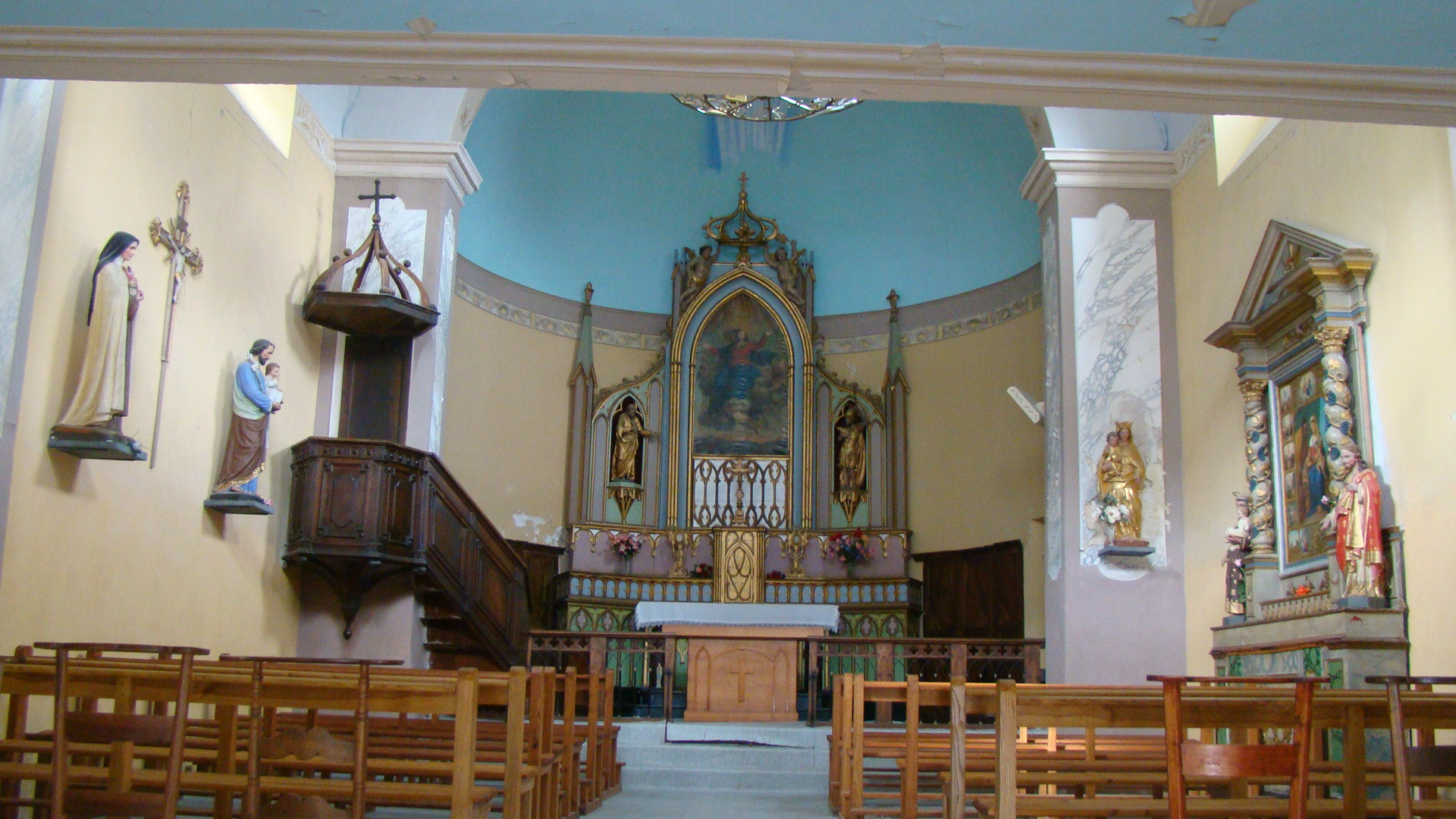
Abside de l'église de Celliers.
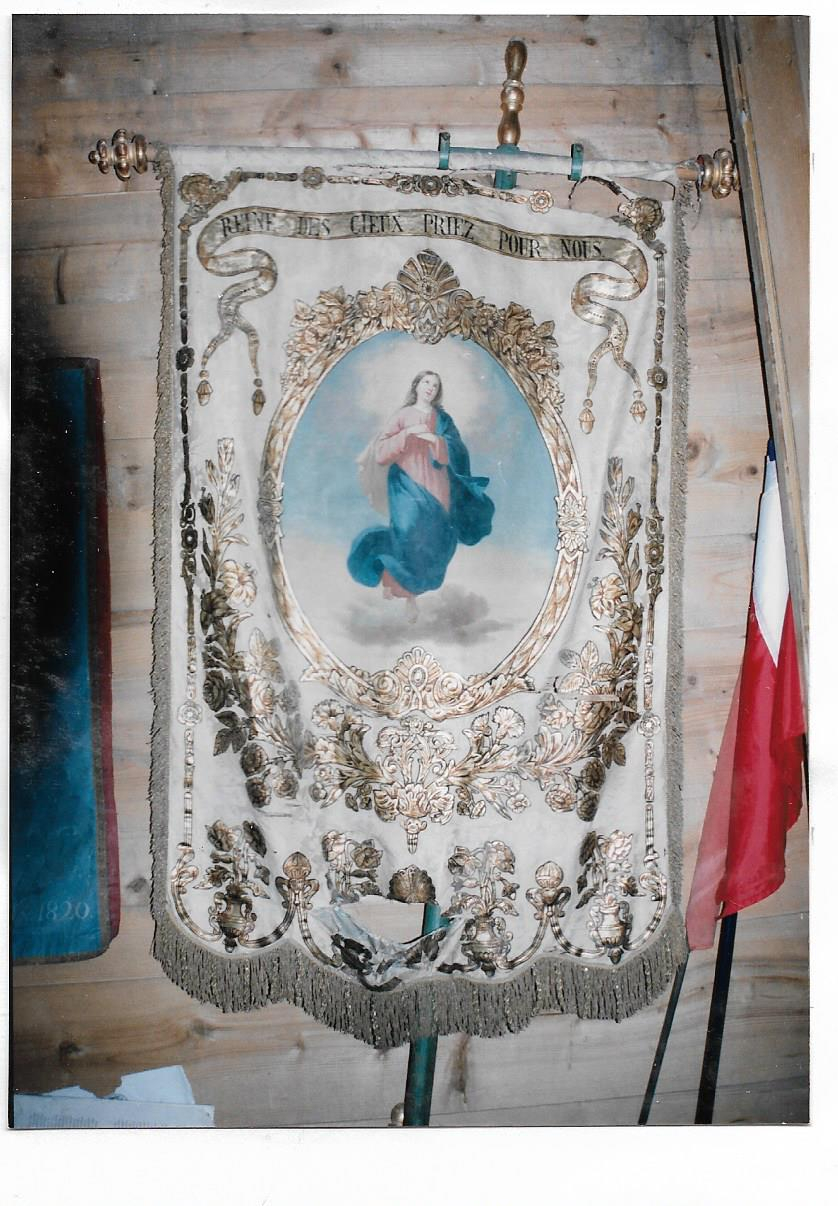
Bannière de procession.
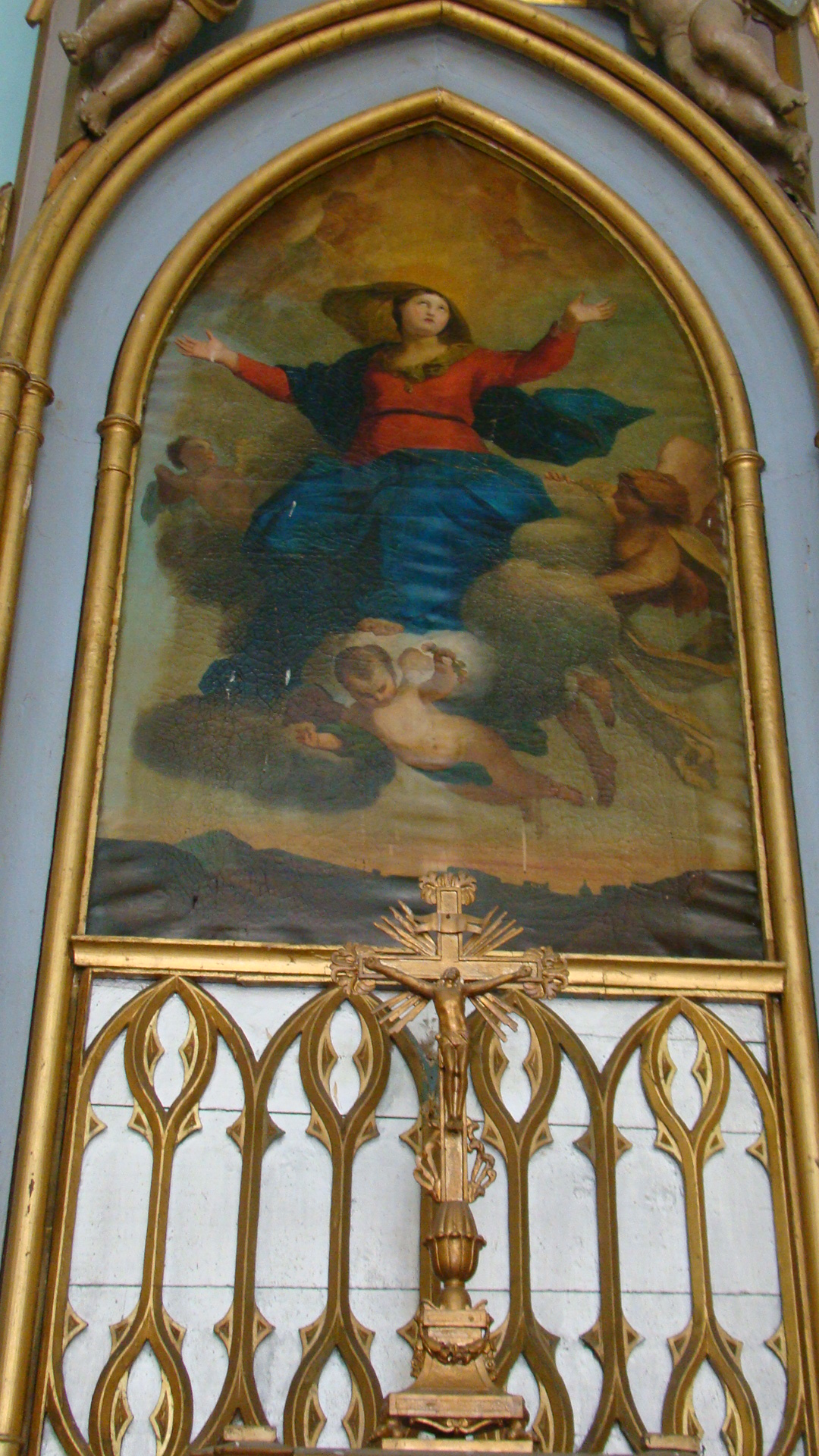
Celliers - Eglise Notre-Dame de Celliers - Autel, tableau d'après Nicolas Poussin.
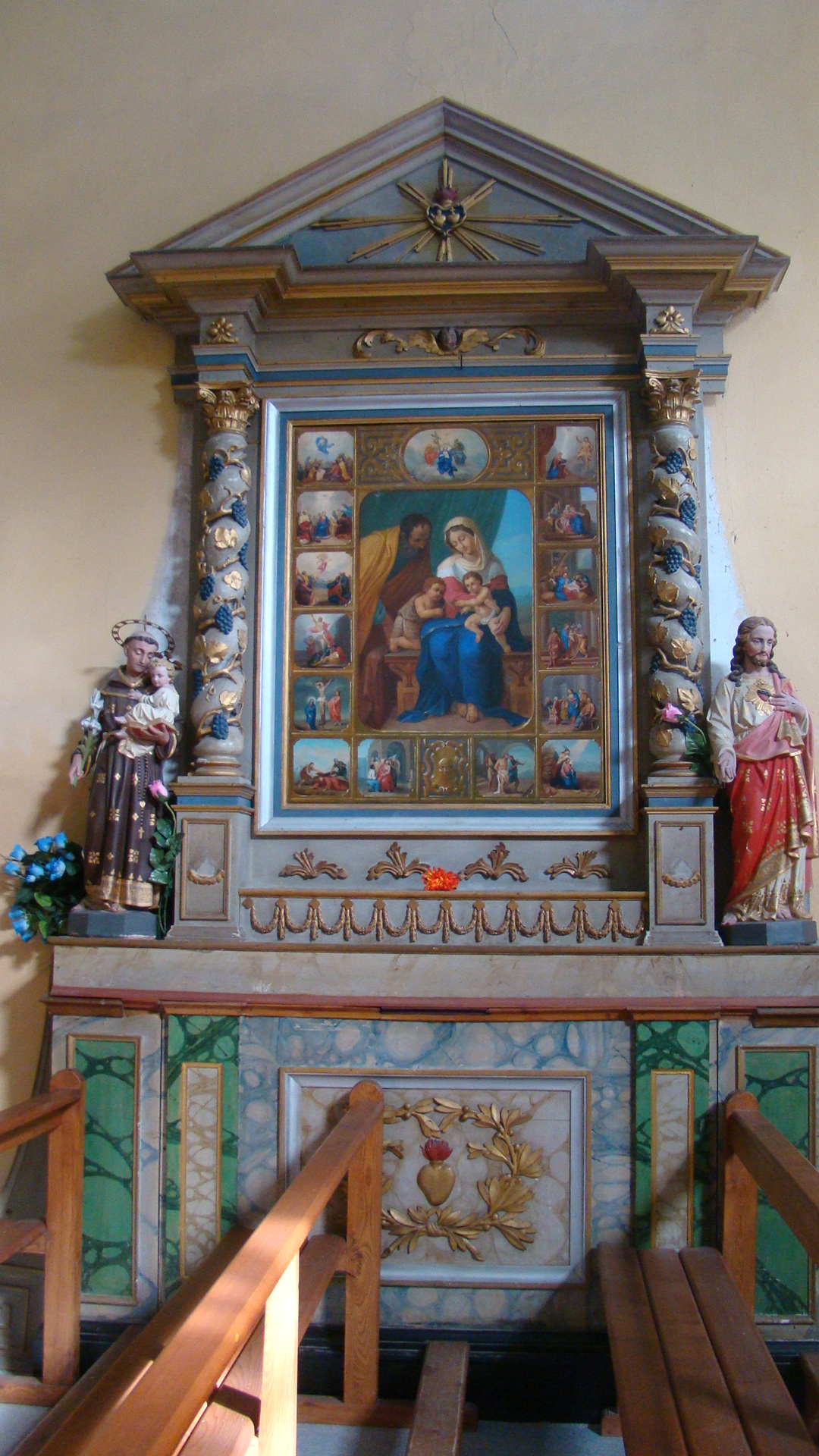
Celliers - Eglise Notre-Dame de Celliers - Autel du Rosaire.

#### Chapelles
On conçoit que chaque hameau ait voulu avoir sa chapelle. À la distance à parcourir entre chacun d’eux, il faut ajouter la circulation difficile en hiver et, pour Le Crozat, la forte dénivellation par rapport aux autres hameaux. Ces chapelles présentent plusieurs points communs. Leur construction date du début du XVIIIe siècle, vers 1720. Les tableaux dont elles ont été décorées sont du XIXe siècle. La Vierge est toujours présente dans le registre supérieur. Les saints personnages n’ont pas forcément un rapport avec la Savoie mais il en est toujours au moins un auquel on attribue un pouvoir protecteur contre les dangers de la montagne.
La chapelle de Celliers-Dessus fait la part la plus belle aux célébrités locales. Elle est communément dénommée Saint-François-de-Sales. Le fameux évêque savoyard est entouré de saint Bernard de Menthon, éponyme des cols où il aurait fait édifier un hospice et de sainte Jeanne de Chantal, l’Annécienne cofondatrice avec saint François de l’ordre de la Visitation. Dans le registre supérieur la vierge figure en piéta, entre saint André à sa gauche et saint Jacques guide des voyageurs vers Compostelle ! La chapelle du Crozat est dite de Notre-Dame des Neiges, protectrice contre les avalanches. Si à aucun saint Vincent en bas à gauche n’est prêté des vertus protectrices (mais le donateur du tableau est Vincent Frezat !), en revanche, saint Martin en haut à gauche est censé veiller sur les ponts et préserver des inondations tandis que saint Donat en bas à droite est invoqué contre la foudre. La chapelle de La Thuile porte le nom de Saint-Aubin. Représenté en bas à droite, on le disait efficace contre les maladies des humains et du bétail mais son vis-à-vis n’a pas été identifié. L’archange saint Michel à droite de la Vierge a précédé l’invention du paratonnerre.

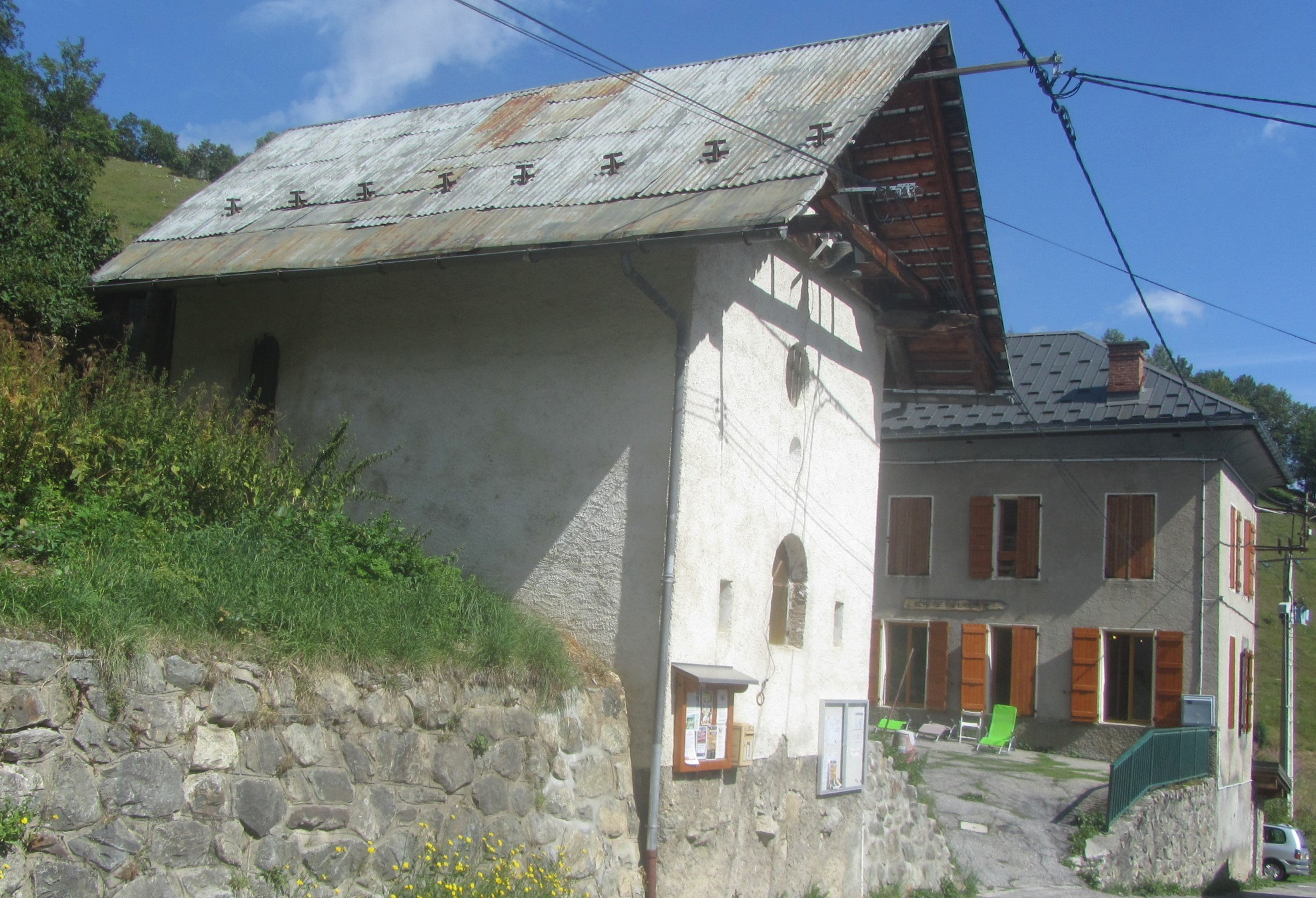
Chapelle du hameau de Celliers-Dessus
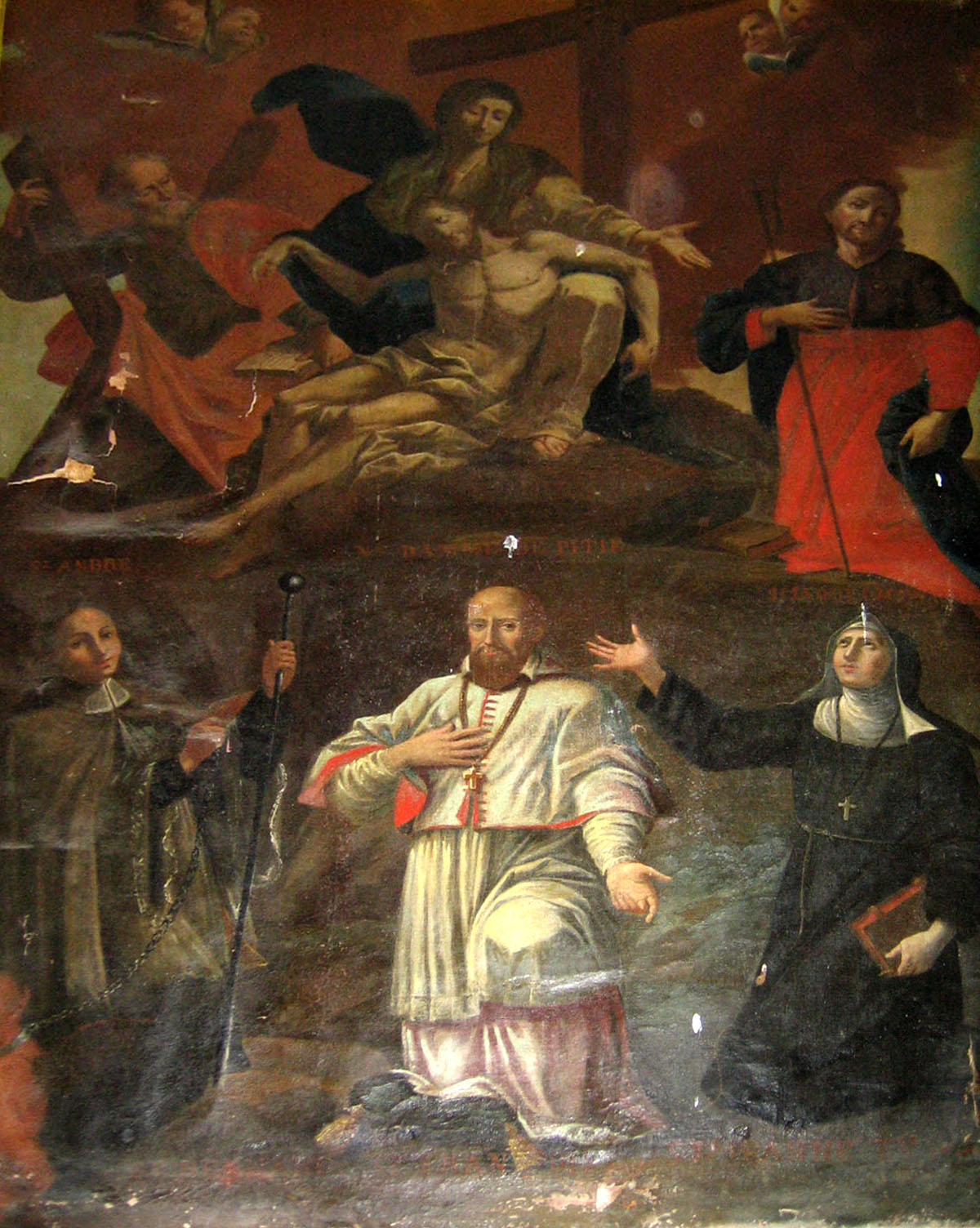
Chapelle Saint-François de Sales à Celliers-Dessus
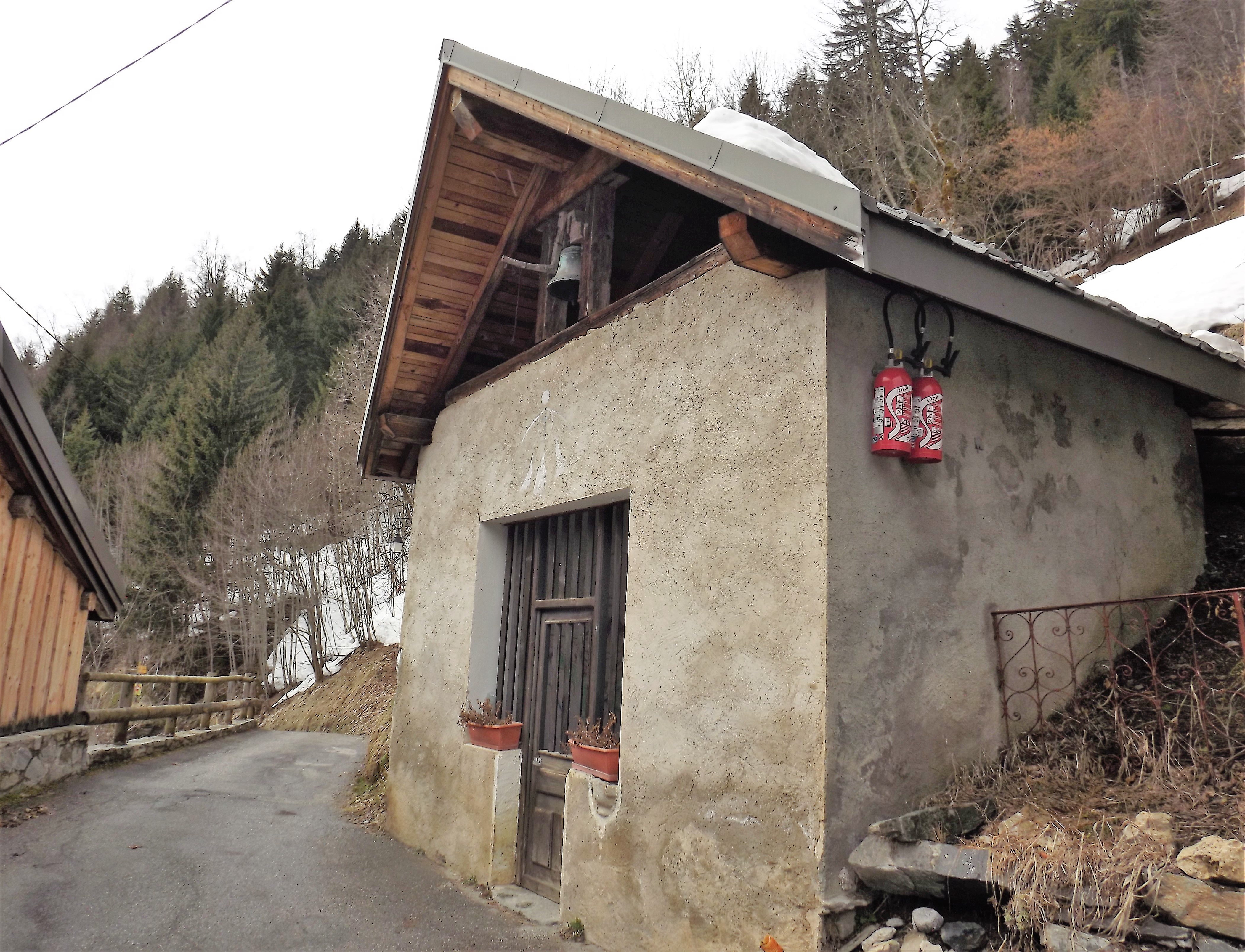
Celliers chapelle de La Thuile
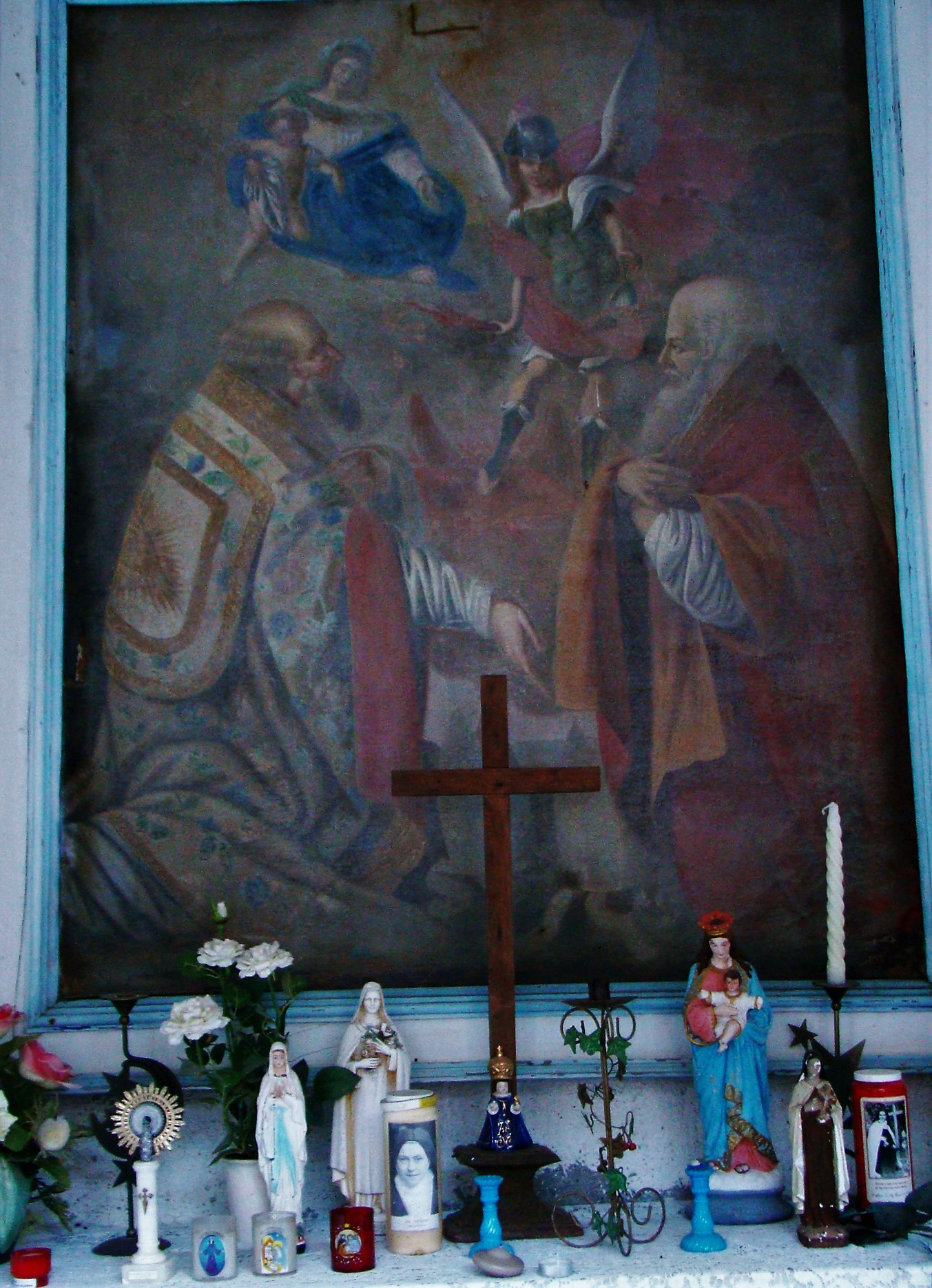
Tableau de la chapelle de la Thuile
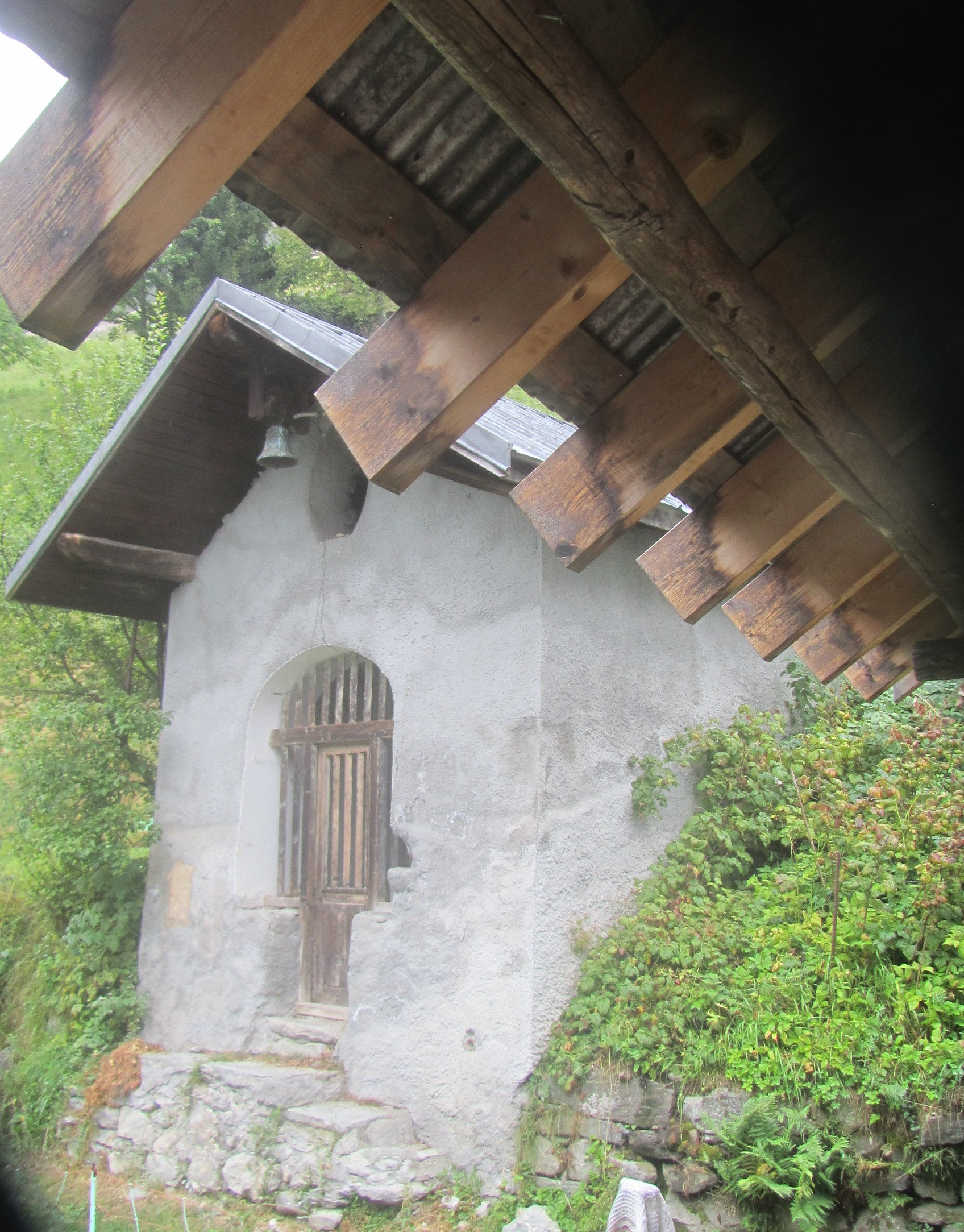
Chapelle du hameau du Crozat
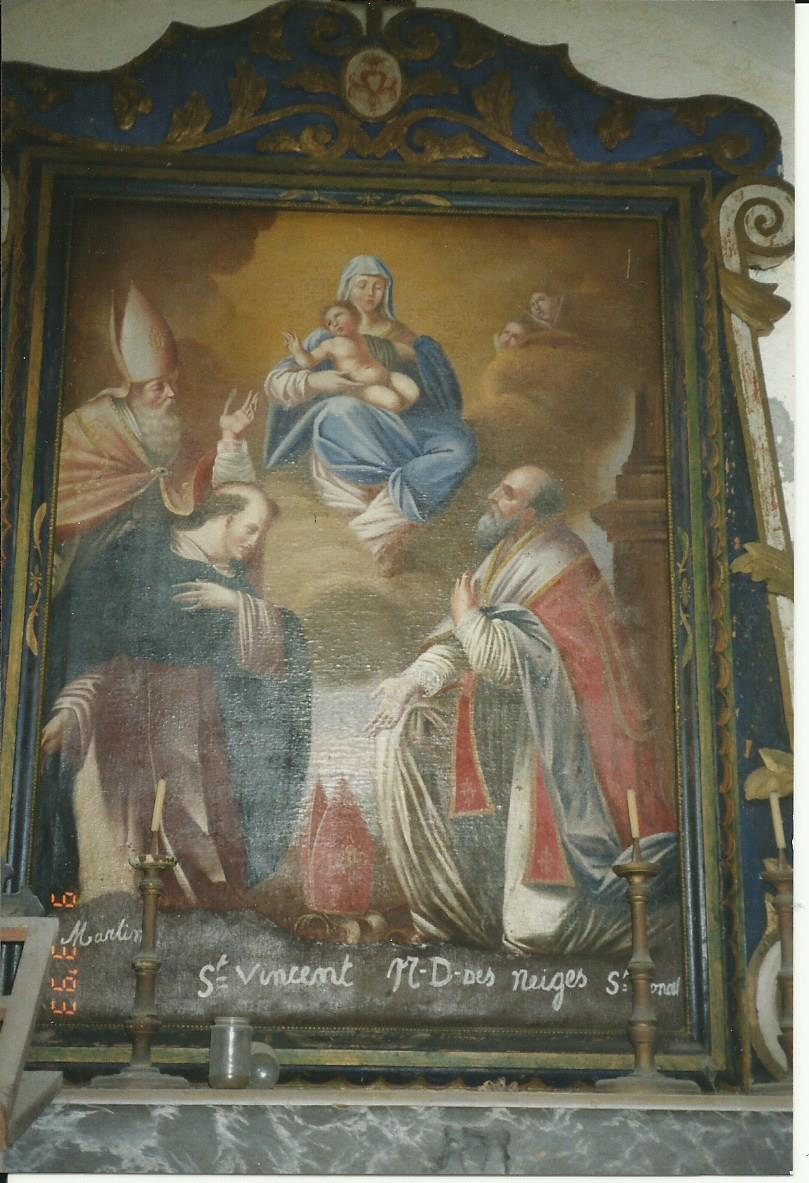
Tableau de la chapelle du Crozat

#### Croix
De nombreuses croix témoignent encore de la ferveur religieuse des Celliérains.

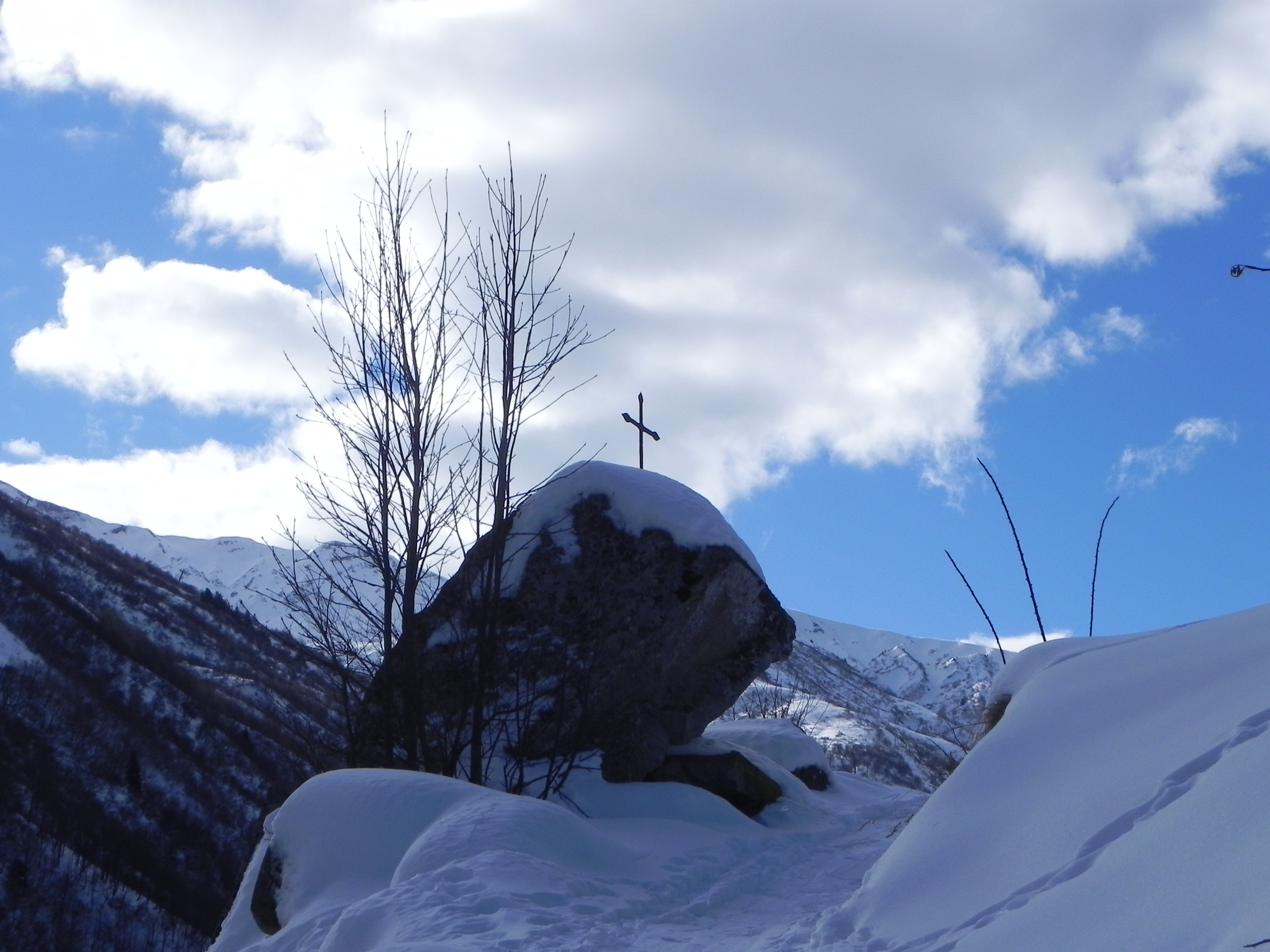
Rocher de la Croix de Celliers-Dessus
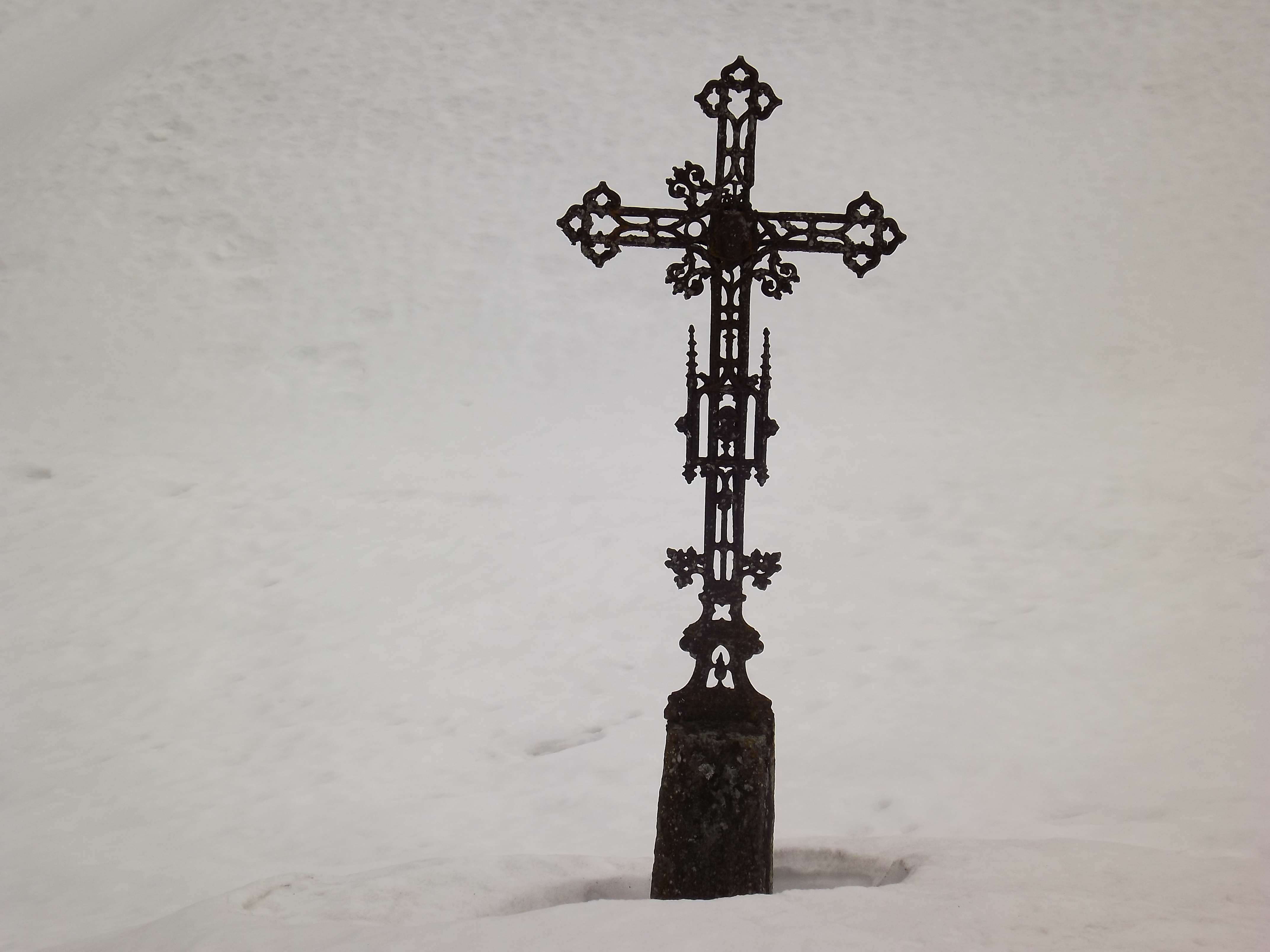
Croix du Plan de la Chapelle

### Fonds d'archives
- Collection : Registres paroissiaux et état civil (1501-1932). Chambéry : Archives départementales de la Savoie (présentation en ligne).